# バチバチ
『バチバチ』は、佐藤タカヒロによる日本の漫画作品。大相撲を題材としているシリーズ作品。
本頁で、第1部『バチバチ』、第2部『バチバチ BURST』（バチバチ バースト）、最終章『鮫島、最後の十五日』（さめじま、さいごのじゅうごにち）を取り扱う。

## 概要
それぞれ『週刊少年チャンピオン』（秋田書店）に連載された。掲載号は、第1部『バチバチ』が2009年24号から2012年19号まで、第2部『バチバチ BURST』が2012年25号から2014年36+37号まで、最終章『鮫島、最後の十五日』が2014年50号から2018年33号まで。作者が2018年7月3日に急逝したため、2018年33号掲載の『鮫島、最後の十五日』第176話をもって未完のまま最終回を迎えた。
連載終了後、『スポーツ報知 大相撲ジャーナル』（アプリスタイル）2018年9月号（2018年8月30日発売）で追悼企画として本作が紹介され、表紙には本作の主人公・鮫島鯉太郎のイラストと横綱・稀勢の里の写真が用いられた。
2018年9月20日発売の『週刊少年チャンピオン』43号では、佐藤が生前に描き残していた鉛筆画を表紙画にし、横綱・白鵬や週刊少年チャンピオンの連載陣、『週刊少年ジャンプ』で相撲漫画『火ノ丸相撲』を連載する川田らによる追悼色紙、主人公・鮫島鯉太郎の全取組を振り返る特集企画が掲載された。単行本の最終巻である『鮫島、最後の十五日』第20巻にはこの号の表紙が用いられている。
2023年に大相撲を題材にしたドラマ『サンクチュアリ -聖域-』（Netflix）が放映されると、本作もSNSで話題となった。

## 連載の経緯

### 連載までの経緯
作品立ち上げ時の担当編集者は高田健一郎。佐藤は新作用のネームとして、ゴルフ、バイク、相撲をテーマにした3本を高田に見せた。高田は3本の中から相撲のネームに可能性を感じたが、当時は相撲をテーマとした人気漫画が無かったことと、佐藤の前作『いっぽん!』は柔道漫画であり、打ち切りで終了していたため、同じ格闘技を描いてもうまくいかないのではないかとの不安もあった。
しかしながら、ネームに描かれるキャラクターの造詣には魅力あるものであった。高田は、主人公・鯉太郎の父親・火竜のキャラクターが魅力的であると共に、「家族の物語」というテーマが作品の根底にあるのを感じ取り、主人公を火竜に負けない魅力を与えること、敵役となる虎城親には渡辺恒雄のような「業界のドン」をイメージするといったような修正が話し合いの末に加えられた。修正の都度に素早く直しを送る佐藤自身は「これでダメだったら漫画家を辞める」というような覚悟もあった。こうして完成したネームは編集長に届けられ、編集長の推しもあって連載の運びとなる。

### 連載開始後
連載当時の現実の相撲界は朝青龍、白鵬、日馬富士などのモンゴル人力士が次々に横綱になっていたころであり、同時に相撲ファンの一部からは日本人横綱が誕生しないことへの批判も出ていた時期である。しかし、白鵬もデビュー当初は体重60キログラムと恵まれた体躯ではなく、異国の地となる日本に来て戦っていたことは社会状況に流されずにリスペクトすべきであろうと佐藤と高田の間で話し合いがされ、実際に作中に鯉太郎のライバルとしてモンゴル人力士・蒼希狼が登場する。
相撲界の慣習や文化なども取材に基づいてリアルに描かれていたことで、業界内の人気は高かった。現役力士の読者も多く、現役の行司からファンレターが届いたこともある。

### 未完
あと少しで連載が完結するという2018年7月に、佐藤は急性冠症候群で急逝した。
高田は物語の結末、完結まで話の流れは既に決まっていたと語る。しかしながら、週刊連載は、連載しながらも展開も大きく変わっていくため、当初の構想そのままそのままに掲載される可能性は極めて低いとし、「アシスタントの力を借りて最後まで描いてほしい」という声があったものの、未完の状態での完結を選択した。
完結後も作品は多くのファンに支持されており、最終話の掲載から5年が経過した2023年時点でも電子版を中心として単行本は売れ続けている。

## あらすじ

### バチバチ
暴力事件で角界を追放されたかつての名大関・火竜の一人息子、鮫島鯉太郎。幼いころに父を亡くし、火竜の友人に引き取られ育てられた鯉太郎は、手のつけられない不良少年として近隣に名を馳せる一方、ひとり誰に教わるでもなく相撲の稽古に励んでいた。大相撲の巡業の土俵で幕下力士を倒したことをきっかけに、鯉太郎は親方にスカウトされ空流部屋の門を叩いた。時を同じくして、火竜と因縁の深かった元横綱・虎城の息子で高校横綱の王虎も、父のいる虎城部屋へ入門。父親の代から続く王虎とのライバル関係を全国的に注目されながら、鯉太郎は力士としての一歩を踏み出す。

### バチバチ BURST
白水が序二段優勝戦で鯉太郎を破り、吽形が引退してから半年。鯉太郎と白水は幕下に出世し、空流部屋には学生横綱の常松と引きこもり少年、丸山大吉の2人の新弟子が入門した。優勝の最有力候補と見られる王虎をはじめ、天雷や石川といった同期、空流に因縁のある力士、十両を狙うまだ見ぬ強豪らがひしめく中、鯉太郎は白水、常松と共に波乱の五月場所に挑む。

### 鮫島、最後の十五日
鯉太郎が五月場所で王虎を下し幕下優勝を果たしてから、5年の月日が流れた。前頭下位となった鯉太郎は人気力士としてファンに愛されるようになり、その実力も真っ向勝負で大関をねじ伏せるほどまでに成長していた。しかしその一方で、幕内力士としては非常に小柄な体格と太りにくい体質、どんな相手とも全力で真正面からぶつかってゆくスタイルのために鯉太郎の体は満身創痍、途中休場も珍しくない状態だった。いつも、これが最後の土俵かもしれないという悲壮な覚悟を常に抱きながら、鯉太郎は土俵に上がり続ける。

## 登場人物
年齢は全て初登場時。

### 大海一門

#### 空流部屋
かつては所属力士が20人いる比較的規模の大きい部屋だったが、空流旭の妻の没後経営が悪化。鯉太郎が入門したころには、所属力士は4名のみ、自前の洗濯機もなく、建物の半分を壊して駐車場として貸し出す貧乏弱小部屋となっていた。しかし仁王（阿形）らの活躍によって徐々に勢いを盛り返し、親方の代替わりのころには三役力士となった白水、幕内に上がった鯉太郎と松明（常松）3名の関取を擁して人気も上々、弟子が増えて経営も軌道に乗り、部屋をビル仕立てに改築している。
鮫島 鯉太郎（さめじま こいたろう）
主人公。本名も同じ。山形県出身。身長は176センチと力士としては比較的小柄かつ痩せ型。髪型は当初は金髪だったが入門と同時に丸刈りにされ、序の口時は黒髪の坊主。序二段にかけて徐々に髪が伸びて幕下時にはオールバックとなり、王虎との幕下優勝決定戦後に髷を結った。
人品に問題はありながら、その圧倒的実力のため横綱も近いと囁かれた名大関・火竜の息子。荒くれながら土俵上で誰よりも輝いて見えさた父を心から尊敬していたが、その憧れの父はある夜一般人への暴行事件を起こし、あっけなく除名処分されてしまう。その後酒に溺れ、かつてのファンにも軽蔑に満ちた視線を向けられるほど堕落した父の姿を見て激怒、もはや『偽物』と化した父に引導を渡すためぶちかまし勝負を挑むが幼い少年の身では敵うはずもなく敗北、額に大きな傷を作る。火竜の死後斎藤家に引き取られてからは、庭の樹にひたすらぶちかましを行う独自の稽古を日課としていたため身体能力は高い。巡業のイベントで学生横綱、猛虎を吹き飛ばした際、空流親方に目を付けられその場でスカウトされる。
普段から負けず嫌いで直情的だが、幼少期の経験から凄まじい怒りの感情を内に秘めており、亡き父や親しい人間が貶められると我を忘れて怒り狂うなど激発することも多かった。しかし空流部屋の面々と接するうちに様々なことを学び落ち着きをみせるようになってゆく。野次の飛び交う場内を美しい柏手一つで静まらせるなど、父がついに最期まで会得することのできなかった品格が既に備わり始めているような描写さえある。
父火竜の角界追放に前後したマスコミ報道の変貌ぶりを知っているため、マスコミそのものと父を角界から追放するよう理事の中でもひときわ強く働きかけた（実際は、そうせざるを得ないように圧力をかけられていた）虎城親方を不信・敵視していた。一度悩むと思い詰めてしまう癖があり、稽古もオーバーワークになりがちなため兄弟子たちから心配されている。元不良であるため言葉遣いはなっていないが良くも悪くも素直な性格で、先輩や親方のアドバイスには真摯に耳を傾け実行するため部屋内では新入りとして可愛がられていた。
相撲の型は押し、四つ相撲。幼少期に斉藤家に引き取られて以来毎日のように鍛え上げたぶちかましと張り手によっていつもバチバチに相手へとぶつかっていく。しかし体重の影響を受ける押し相撲を得意としながら太りにくいという、スタイルと矛盾した体質に悩み、吐くまで大量に食べて無理に身体を作ろうとしたことや、不眠不休のオーバーワークでスタイルを崩してしまった（この件は後に吽形に「相撲取りの身体を作るトレーニングをしなければダメだ」と苦言を呈された）ことがある。その強さや性格から教習所では恐れられながらも一目置かれる存在であったが、当初は組んだ際の脆さをつけこまれると弱いという弱点もあった。しかし部屋の先輩力士の吽形との特訓で投げ技（下手投げ）を身に付け、実戦を通して技を磨き上げていく。BURSTからは下手投げの他、吽形を彷彿とさせる技巧を見せており「空流で吽形の血がもっとも濃い」と仁王から評されている。さらに「最後の十五日」では、大山道との取り組みにおいて自然と身に着けた絶妙な引き技を披露している。
「BURST」では幕下に昇進し、常松・大吉の二人の新弟子の教育係を任され、悩みながらも二人の指導に励んでいる。五月場所では同期に遅れながらも一気に幕下まで出世してきた王虎との因縁が再び注目され、王虎と常松の挑発に乗せられる形で「王虎に負けたら廃業」と宣言。王虎との取組では下手投げと小手投げの打ち合いの末に敗れ、言葉通りに廃業するべきか苦悩していたが椿の叱咤によって立ち直り宣言を撤回、いつも通りに場所へと臨んだ。その後偶然に呼び戻しのヒントを掴み、現役時代に呼び戻しを得意としていた空流親方の指導によりぶちかまし、下手投げに次ぐ新たな得意技として会得した。千秋楽には王虎らと共に優勝決定戦に進出、岩の藤と闘海丸を破って王虎との再戦に臨み、連戦による疲労をものともせず互角の勝負を展開。精神的に大きく成長した王虎を取り直しの一番の末に破り幕下優勝を飾った。
「最後の十五日」では幕内へと昇進。体格をものともせず真正面からぶつかり合う取り口などから、悪役扱いされていた過去とは異なり押しも押されもせぬ人気力士となっており、白水・松明と共に「空流三人衆」と称されていた。その実力も皆から一目置かれるほどのものとなり、幕内力士として異色と言えるほど小柄な体格ながらそのぶちかましの威力は大関を怯ませるほどに成長している。人間性も入門時と比べて別人のように成熟し、感情を荒らげることなく周囲の面倒をよく見てファンサービスも怠らなくなった。化粧廻しは火竜のものを修繕せずそのまま使用している。一方、幕内力士として非常に小柄にも関わらずどんな相手とも真正面からぶつかり合うために怪我が多く、出場した取組の勝率は非常に高いものの場所後半から休場することが珍しくなく、番付は前頭下位に定着、自らを「相撲に選ばれていない」と評していた。
九月場所では親友の飛天翔と同じく慢性外傷性脳症と思しき症状も現れていたが、日を追うごとに力士として超人的な成長を見せ、最終的には満身創痍ながら全勝で十三日目を終わり、十四日目に横綱・泡影との取組が決定した場面で物語は終了した。
鯉太郎が、細身で筋肉質なタイプなのは佐藤が千代の富士の大ファンであったことの影響である。
仁王 剛平（におう ごうへい）/ 阿形 剛平（あぎょう ごうへい）
空流部屋の部屋頭。本名・高杉（たかすぎ）剛平、東京都出身、20歳。幕下までは阿形、関取となって以降は仁王の四股名を使っている。
子供のころから有り余る力を持ち、そのためにどんなスポーツをやっても周囲がついていけず孤立、その噂を聞いた空流親方に大相撲にスカウトされた。初めて部屋を訪れた時に吽形と出会い、互いの気性の荒さからいきなり激しい殴り合いになったが、周囲に誰も理解者がいなかった互いの境遇を知り、その後は同期・同い年の親友同士になった。
豪放・粗野な性格で口が悪く、弟弟子を「チンコ虫」や「ウンコチンチン」呼ばわりするなど下品な面もあるが、面倒見はよく稽古も熱心で皆に慕われている。四つ相撲を得意とし、日本人離れした怪力で体格で勝る相手でも真正面からねじ伏せる豪快な相撲を見せる一方で、寄り切りの時に勇み足で白星をこぼすことも多い。何事に対してもストイックな吽形に対して、相撲を心から楽しんでいる様子が見られる。
鯉太郎と白水が序二段優勝戦を争った九月場所で、幕下全勝優勝をかけて吽形と対決。鯉太郎・白水戦を超える壮絶なぶつかり合いの末に、吽形の会心の投げを力づくで破って勝利した。その後十両昇格を機に、引退する吽形も共に背負うという意味も込め、四股名を「阿形」から「仁王」へと改めた。
「BURST」ではそれまでと比べてモミアゲが伸び、五月場所の前には十両から幕内への昇格が決定していた。「最後の十五日」の回想ではまだムラがあり十両と幕内を行ったり来たりする実力だったが、空流親方に恩返しをしようと奮起し、やがて2年で関脇に昇進。綱取りを狙う怪力の外国人大関・天鳳を真正面から力でねじ伏せ、大関昇進が目前に迫るだけでなく将来の横綱とまで期待されるようになっていた。しかし親方が突然の事故で亡くなり、空流部屋を残すために部屋を継ぐ資格のある人間が自分以外にいなかったことから、親方の墓前で自ら髷を落とし引退、惜しまれながら空流の名跡を継いだ。全盛期に引退したためか腕力は全く衰えておらず、引退して3年が経過してもなお空流部屋の中では最も強いという。今も衰えてない腕力を見た常松からは「今からでも綱取り行けるんじゃないですかね」と言われている。
親方となってからは口下手ですぐ手が出てしまう性格が災いして弟子たちとの意思疎通に苦しむようになり、アナウンサーである真琴に指南を受けるようになる。九月場所九日目の夜、真琴と二人きりとなった際にプロポーズし、ゆくゆくはという形で了解を得た。現役時代はエロ本をこよなく愛し、取組前もモチベーション高めるために読んでいたが、親方となってからは弟子の指導のため自己啓発本などを読むようになる。
吽形 亘孝（うんぎょう のぶたか）
空流部屋所属の力士。本名・吉田（よしだ）亘孝。 岩手県出身、20歳。
元々は進学校に通う優等生だったが、レールの上を走るような生き方に疑問を覚え、暴力事件を起こして誰にも引き留められることなく高校を退学、勘当同然に家を飛び出し、阿形と同期に空流部屋に入門した。父親は岩手県議会議員。目が細く穏やかな外見で普段の物腰も丁寧だが、阿形に負けず劣らず気性が激しい。阿形を恐れる力士からは、その穏やかな表情から「仏サマ」「大仏」などと呼ばれるが取組後に、認識を正される。阿形も初対面のとき、吽形を「大仏」と呼んでいる。
親友である阿形と同じく力と才能に恵まれ、ストイックに稽古に臨む姿勢で実力も伸び、阿形よりも早く幕下まで出世していたが、大鵠との一番で膝を壊されて長期休場し、鯉太郎入門時には三段目となっていた。その後名古屋場所で幕下に返り咲き、因縁の大鵠を倒した後幕下優勝を飾り、次の九月場所では十両への昇進も決定的にしていた。しかし大鵠に壊された膝が限界を迎え、全勝同士で臨んだ阿形との壮絶な優勝決定戦に敗れた後、十両昇進を待たず現役を引退、帰郷した。現役時代の最高位は東幕下四枚目。
本来は四つ相撲を得意としていたが、休場明けからしばらくは膝への負担を考慮して押し相撲に徹していた。力押しの多い阿形に対して様々な技を駆使して攻めることが多く、投げを覚えた後の鯉太郎の成長に大きな影響を及ぼしている。また自分で自分を追い込みやすい性格が鯉太郎と似ているためしばしば親身なアドバイスを送り、時に厳しい言葉も投げかけていた。酒癖が悪く、酔って居酒屋を半壊させた経歴を持つ。
「BURST」には登場しない。「最後の十五日」では親方の葬儀に参列した後、仁王と二人で親方の墓に参り、空流部屋を継ぐべく墓前で髷を切る仁王の姿を見届けた。
川口 義則（かわぐち よしのり）
空流部屋所属の力士。鯉太郎、白水の兄弟子。鯉太郎と白水、椿からは「川さん」、阿形と吽形からは「川ちゃん」と呼ばれている。足技を得意とする。
全作通して一言も喋らず全く表情が変化せず、何を考えているのか他人には全く分からない。川口義則という名前も仮名とされていて、カニが好物という以外その正体は一切不明。登場する時は常にカメラ目線、目を開けたまま眠るなど奇行が目立つが、他人には神々しい奇妙なオーラを感じさせる。取組では相手不意を衝くような戦法で白星を挙げているが、そのように勝つと見せかけてあっさり負けることも多い。わずかに生えてきた白水の髪を夜な夜な剃っている。
番付は一貫して三段目。「最後の十五日」では主に白水の付き人を努めており、横綱戦を前にガチガチな白水を独特の術式でその緊張を和らげた。
白水 英樹（しらみず ひでき）
空流部屋所属の力士。本名同じ。東京都出身、18歳。190センチという長身で体格に恵まれている。兄弟子である川口からスカウトされ入門。体格とリーチを生かした突き押し相撲を得意とし、懐が深く投げにも強い。
根は真面目な性格で兄弟子を慕ってはいるが、一言多い性格のお調子者でいつも阿形に些細な悪態をついては小突かれている。鯉太郎の入門時には教育係をしていた。序二段時代に髷を結えるようになったが、その祝いの席で酔った吽形にバリカンで頭を刈られ、それを誤魔化すために月代を剃りあげることになってしまい、(川口に夜な夜な剃られ、全く生えてこないので)以後髪型はそのままとなっている。
鯉太郎の入門当初は、真面目すぎる性分を気に掛け時に叱咤激励してやるなど良き兄弟子となる一方で、実力が思うように伸びず、急成長する鯉太郎のことを常に意識し、九月場所で鯉太郎に番付を抜かれた時には部屋に籠って悔し涙を流していた。やがて阿形と吽形の指導で、ゴリラという掛け声から繰り出す強烈な「ゴリラ張り手」を身に着け、鯉太郎と同じく序二段として臨んだ九月場所では大学相撲の猛者だった田上を下して自信をつけた。しかしその後の天雷戦で圧力に恐怖し変化したことで再び自信を喪失。鯉太郎に厳しく非難されたこともあって廃業まで考えるようになったが、吽形の膝が限界を迎えていることを知って奮起。全勝同士で迎えた鯉太郎との序二段優勝戦を激しいぶつかり合いの末に鯉太郎の会心の下手投げを破って制し、鯉太郎と和解すると同時に力士としてそれまで以上に大きな成長を遂げた。
「BURST」では鯉太郎と同じく幕下に昇進。190cmあった身長は更に伸びたらしく、ナマズのような口髭を生やし「関取に一番近い男」を自称、実際に元十両を張り手一発で沈めるなど、鯉太郎からも「まだ幕下にいるのがおかしいんだよ、あの人は」とまで言われていた。王虎との全勝対決では、小手投げで腕を折られながらも放った強烈な張り手を受け意識が朦朧とした王虎に髷を掴まれ、王虎の反則負けという形ながら勝利を収め王虎の連勝記録をストップさせた。この取組での負傷により以降は休場、入院して手術に臨んだが肘の靱帯には損傷がなかったため力士生命に影響はなかった。その際、折れた骨はより丈夫になって再生すると医者から教えられ、大喜びするような図太さも持っている。
「最後の十五日」では仁王の現役時代から入幕しており、劇中では西小結に昇進している。月代はそのままで口髭だけでなく顎鬚も生やし、ファンからは「殿」と呼ばれている。部屋頭かつ小結という立場でありながら元仁王の空流親方からは相変わらず弄られ続けている。
九月場所八日目に横綱・泡影に挑むも会心の張りを絶妙のタイミングで受け流され敗戦、直後に親方が十文字に批難されているのを聞いてしまい、翌日恥をかかせまいと稽古に励んでいたところへ、口下手なアドバイスを受けたせいで親方と感情的に衝突してしまう。頭に血が上ったまま九日目の大関・天鳳との取組に臨み、親方への当てつけから強烈な一撃にこだわり窮地に陥る。しかし窮地に陥って初めて稽古でのアドバイスの真意を悟り、「コゴリラ」と名付けた細かい張り手の連打でピンチを脱出、それからタイミングを見計らっての会心の一撃で逆転し土俵外への突き落としで勝利したに見えたが、空流親方による物言いで天鳳が最後に繰り出した上手投げが決まっていたと判断され、惜しくも敗れた。取組後、敗れはしたもののその内容を親方に賞賛され、部屋頭として大きな自信を身に着け仁王を超える決意を新たに固めた。　
天鳳との取組後、空流親方の前で、真琴に告白しようと親方と真琴を呼び出すが、白水を待っている間に親方が真琴にプロポーズし、OKを出したことから失恋する。
月代部分は意図的に残しているものではなく、実際は寝ている間に川口に剃られ続けているために生えてこないように見えている。本人は全く気付いておらず、少し気にしている描写もある。
松明 洋一（まつあかり よういち）/ 常松 洋一（つねまつ よういち）
「BURST」より登場した新弟子。元学生横綱で、普段は眼鏡をかけ空流部屋の人間からは常（ツネ）と呼ばれている。幕下までは本名の常松で土俵に上がっていた。
右のカチ上げから入る立合いが得意パターンで、右肩に大きなコブがある。得意技の小手投げは王虎が見習って身に着けたほどの切れ味を持ち、また事前に対戦相手のデータを集めて傾向と対策を立ててから取組に臨んでいる。作者曰く「インテリ力士」。
虎城の付け人だった父・松明（たいまつ）に相撲を教わり、中学2年生で中学横綱となったことで虎城に見込まれ、以来虎城部屋の稽古に参加するようになる。やがて大学に入り学生横綱になったが、虎城と王虎を倒すため、それまで付き合いの深かった虎城部屋を蹴って空流部屋に入門した。
家族に暴力を振るい続け蒸発した父を深く軽蔑しており、学生横綱になったのも父のいた序二段・三段目を嫌い幕下付出から始める資格を得るためだった。その一方で、虎城との初対面時に父親を侮辱されたことに対して根強い反感を持ち続け、それが空流部屋に入門する大きなきっかけのひとつとなるなど、父親に対して複雑な感情を抱いている。また父がいなくなった後の家庭が貧しい生活を強いられたことから相撲を母と妹を養うための金儲けの手段として捉えている部分が大きく、金銭に対する執着心が非常に強い。虎城部屋に入らなかったのにも王虎を倒して名を売るためという目論見があった。
入門当初は普段時だけでなく土俵の上でも慇懃無礼な振る舞いが目立ち、周囲の人間を見下し部屋の稽古にも参加せず一人で稽古を続けていた。幕下付出として迎えた初めての場所では、初土俵で元十両の大森海に圧勝するなど順調な取組を見せていたが、鯉太郎を倒して勢いに乗る王虎との対戦で、会場を盛り上げるための手を抜いた取組に終始された挙句得意の小手投げで敗れ、続く石川戦では立合いの張り手の一撃で組み付く前に失神し優勝戦線から脱落。悔し涙を流しながら空流部屋で強くなる決心を固め、親方や鯉太郎ら兄弟子に対して敬意を払うようになった。
「最後の十五日」では前頭六枚目に昇進し、父のものと読みを変えた同じ字の四股名「松明(まつあかり)」を十両時代から名乗っている。周囲との関係は良好になり鯉太郎や白水とともに熱心に稽古に励み、対戦相手のデータを自身や鯉太郎たちの取組に役立てるなど、空流部屋の参謀として信頼されている。ファンにサインをねだられて金銭を要求する素振りを見せるなど、金に対する執着は消えていない。関取になってからは空流部屋には住んでおらず、マンションで母・妹と3人で暮らしている。
九月場所九日目の夜、空流部屋を訪ねてきた父と再会、開口一番金銭を要求してきた姿に激怒するも、翌日行われる関脇・百雲戦を見に来ることを条件に金を渡すことを約束。百雲との取組では父に己の歩んだ生き様を示すべく、対戦相手を壊すことをいとわない百雲の非情な攻撃に一歩も引かず高度な技の応酬を繰り広げるもやがて左肘と右肩を負傷、打ち下ろしの張り手を受けてなお闘志は揺らがなかったが、傷ついて垂れた腕が土俵について敗れた。取組後、一歩も引かない熱戦に心動かされた父と国技館の外で一番相撲を取り、自分の人生に逃げずに立ち向かうよう父に告げ、相撲を残してくれた感謝の言葉と共に父に大金を手渡し和解した。
「BURST」連載時の初登場シーンは、ふてぶてしいアンコ型の巨漢として描かれていた。次回から容姿が変更されて若干細身になり、単行本でも初登場の場面は差し替えられている。
丸山 大吉（まるやま だいきち）
「BURST」より登場した新弟子。17歳。
空流部屋後援会の武川社長の甥で、高校にも通わない引きこもりのオタクだった。身長187センチ、体重139キロと非常に大柄な体格だったため、根性を鍛え直すために武川社長に無理矢理空流部屋に入門させられる。常松とは同期。
当初はそれまでと全く環境の違う相撲部屋の生活についていけず、指導係の鯉太郎の厳しい叱咤に対する愚痴をマスコミにこぼすなど問題を起こしていたが、鯉太郎の人となりに触れて反省し、やがて部屋の一員として溶け込んでいった。初土俵の取組は、内容的には勝っていたが不浄負けでこぼしてしまう。
「最後の十五日」では序二段に昇進しており、常松を「常ちゃん」と親しく呼んでいる。部屋の稽古にもついていけるようになった一方で、九月場所では初日から2連敗と結果が出せないでいるが、教えられた通り前に出る相撲を実践した結果引き技で負けたため、鯉太郎からは前向きに受け止められている。また精神的に追い詰められていた巨桜丸を叱咤激励し立ち直らせるなど、人間的にも大きく成長した。
豆助（まめすけ）
「最後の十五日」より登場した新弟子。番付は序の口。元暴走族で人相が悪く口調も乱暴。大相撲巡業の土俵で鯉太郎に敗れ、鯉太郎を慕って空流部屋に入門した。
目丸手（メガンテ）
「最後の十五日」より登場した新弟子。番付は序二段。片言で喋るアフリカ系力士。部族に伝わるハゲ、打ち身、擦り傷、切り傷など、様々な怪我に効くという秘伝の妙薬で鯉太郎の傷の手当てに一役買っている。
空流 旭（くうりゅう あさひ）
空流部屋の親方。現役時代の四股名は春風、最高位は小結。本名・奥村（おくむら）旭。石川県出身、51歳。
坊主頭に近い短髪の総白髪で右目の瞳が描かれておらず、右目は失明していると示唆される回想がある。しばしば激情的な一面が表に出るが、基本的に飄々とした性格で弟子から慕われている。一方で一人娘の椿を溺愛しており、娘の恋愛に関する話題に激しく動揺する一面もある。大の酒好きで夜には顔や鼻を赤らめている場面が多く、朝から酒を飲んでいることもある。好きな酒は麦焼酎。
神事としての一面が忘れ去られつつあり、また弟子に対する体罰に過敏になっている角界の現状を憂慮している。「生きるのに不器用な人間の希望でありたい」という目標を持って部屋を運営しており、鯉太郎や阿形・吽形をスカウトして厳しい基礎稽古を積ませ、やがて妻（おかみ）の没後傾いていた部屋の経営を自力で立て直した。
現役時代は虎城と同時代に活躍し、大横綱だった虎城から小兵ながら最も多くの白星を上げ『虎城キラー』の異名を誇った。そのため虎城からは、引退して互いに親方になった後も部屋ごと目の敵にされている。虎城を倒した時の決まり手は全て得意技の呼び戻しだったという。
「最後の十五日」では現役時代の自分を超える番付に昇進し、大関取りのかかるところまで来た仁王の成長を心から喜んでいたが、新寺親方と祝杯を上げに行って一人で帰宅する途中、脱法ドラッグ吸飲者による自動車の暴走事故に巻き込まれ帰らぬ人となった。死後、空流の年寄名跡は引退した仁王が継承し、部屋の稽古場には遺影が祀られている。
奥村 椿（おくむら つばき）
本作のヒロイン。空流旭の娘。年齢は鯉太郎と同い年。母の死後、おかみ代わりとして父と共に空流部屋を切り盛りしている。
稽古に励む部屋の力士たちを間近に見ており、その苦労や成長をよく理解している。普段は持ち前の気の強さで強面の力士達を引っ張っており、廃業を考えていた白水や鯉太郎を叱咤し立ち直らせたこともある。時が進むにつれ、鯉太郎に特別な想いを寄せる描写が増えている。「BURST」以降描写はないが、料理はかなり苦手だった。
床上手（とこじょうず）
空流部屋所属の床山。階級は二等床山。本名・山岡薫（やまおか かおる）、神奈川県出身で自称24歳。
ショートボブの髪型にミニスカートをはいたおかまで、阿形からは化物呼ばわりされている。体を触るだけで、力士の体質がある程度わかる。部屋ではちゃんこ番も担当している。
「最後の十五日」では一等床山に昇格している。

#### 新寺部屋
大関をはじめ多くの関取がいる。空流部屋と関わりが深く、「最後の十五日」で空流旭が死亡した際には所属力士を引き取る予定であった。
飛天翔 大器（ひてんしょう だいき） / 石川 大器（いしかわ だいき）
新寺部屋の力士。 神奈川県出身、16歳。鼻には真横に大きく走る傷痕があり、頭髪は地毛が茶色。誰が相手でも物怖じしせず威勢が良い。
元は神奈川中に悪名を知られる不良少年だった。高校の担任だった老教師に無理矢理連れてこられる形で新寺部屋を訪れ、喧嘩自慢だった自分が全く通用しない力士の実力を思い知らされた後、部屋頭の大関・天鳳の迫力に圧倒されてそれまでの自分の小ささを素直に悟り、力士を目指して新寺部屋へ入門した。鯉太郎とは同期の親友同士で性格も似ており、相撲教習所以来のライバルでもある。相撲のスタイルは突き押し一辺倒で、張り手の威力は同期の中でも一目置かれている。
「BURST」では鯉太郎らと共に幕下に昇進、相撲を始めてわずか1年で幕下に上がっており、新寺親方や飛天勇にその才能を評価されていた。五月場所では初日に鯉太郎に敗れるもその後の取組は全て勝利、学生横綱だった常松を張り手の一撃で失神させていた。その後幕下優勝決定戦の一回戦で王虎と対戦、気迫で王虎を上回り会心の一撃を叩きこんだが、カウンターの張り手を受け最後は意識を失って敗退した。
「最後の十五日」では本名の石川ではなく飛天翔の四股名を名乗り、前頭西十二枚目に昇進していた。しかし力士として恵まれない痩せ型の体格に加え、突き押し相撲で正面から叩きあうスタイルのために慢性外傷性脳症を発症。医師と親方から引退勧告を受け、場所初日の鯉太郎戦を最後に引退を決意する。自分の全てを振り絞る強烈な張り手の連打を鯉太郎に与え、それを全て受け切った傷だらけの鯉太郎に寄り切られて敗れ、鯉太郎に希望を託し土俵を去っていった。
劇中では序の口時代、幕下時代、前頭時代と三度鯉太郎と対戦し、真正面からの激しいぶつかり合いの末三度とも敗れているが、本人と鯉太郎の言葉によると稽古も含めた戦績はほぼ互角だったという。担任だった老教師に対しては高校時代は反抗していたが、入門後は角界入りのきっかけを作ってくれた恩人と慕うようになり、引退の際には場所前に自宅へ挨拶に訪れていた。
「最後の十五日」の鮫島戦後、支度部屋で胴上げをされ、天井にぶつけられる。
天鳳（てんほう）
新寺部屋の部屋頭。本名アルベルト。外国出身で実家は農場。過去7年間大関の地位におり、綱取りこそ何度も逃しているものの一度も角番を迎えたことがない。不良少年だった石川が入門するきっかけになった存在。力押しの相撲を得意とする怪力力士で、正面から組み合おうとするのは横綱と仁王以外にはいないという。
「最後の十五日」では綱取りを目指す場所で関脇の仁王と対戦、力と力の強烈なぶつかり合いの末に起死回生の上手投げを徳利投げで返されて敗れ、そのまま波に乗れず綱取りを逃した。
3年後、九月場所9日目に白水と対戦し、本来得意とする四つ相撲ではなく押し相撲で白水との張り合いの勝負を挑み、白水のお株を奪う強烈な張り手で圧倒する。しかし白水の確実に相手を押し返す鉄砲の連打に徐々に押されはじめ、白水の放った会心の張り手で土俵を割りそうになるも、土俵際でまわしを一枚だけ掴んだ状態から白水を投げ飛ばす粘りを見せ、逆転勝利をもぎ取った。
基本的におっとりした性格で、仁王の下ネタも快く笑ったり、白水のスタイルを嬉嬉として模倣したりしていた。しかしその心には確固たる芯が通っており、綱取りの想いを諦めていない。
飛天勇 豪士（ひてんゆう たけし）
新寺部屋所属の幕内力士。支度部屋で無礼を働いた仁王を注意した際、謝罪しようとしない仁王とそのまま喧嘩に発展して以来、仁王とは犬猿の仲となっている。同門ということもあり、石川（飛天翔）と共に空流部屋に度々出稽古に訪れている。
「最後の十五日」では西前頭四枚目となっており、飛天翔との取組を終えた鯉太郎に飛天翔の引退と脳障害を伝え、弟弟子の花道を飾ってくれたことに涙ながらに感謝の意を述べた。7日目には初日に引退した飛天翔への思いを背負って横綱・泡影と対戦するが、次元の違う力量差を前に何もできず掬い投げで敗れてしまった。
新寺 宗男（にいでら むねお）
新寺部屋の親方。現役時代の四股名は天凱、最高位は大関。オールバックの髪型に眼鏡をかけている。同門の空流親方と仲が良い。「最後の十五日」では、理事会の多数が仁王の引退と空流継承に反対する中、虎城と共に継承を後押しした。

#### 田ノ中部屋
宝玉光らが所属する部屋。かつては力士も多数所属し勢いもあったが、親方に甘やかされ続けた宝玉光の横暴に耐え兼ねて多くの力士が廃業してしまい、「最後の十五日」では宝玉光と寺井しか所属力士がいない。
宝玉光 直也（ほうぎょくこう なおや）
「最後の十五日」で登場した田ノ中部屋の幕内力士。本名・雨宮（あめみや）直也。番付は西前頭十一枚目。口元に、仁王につけられた縦に走る大きな傷痕がある。誰もが認める桁外れの才能を持ち、特に右の腕力が強くまわしを取られたら勝ち目がないとまで言われているが、稽古を全くせず場所にも真剣に臨んでいないため、数年間に亘って前頭下位に定着している。初顔合わせの相手には全力で挑み、そこで下して以降同じ相手には「いつでも倒せる」というポーズをとって手を抜くようになる。
入門当初は純朴で才能に溢れる素直な青年で、田ノ中親方から褒められた嬉しさから相撲に没頭し、親方からも将来を期待され「田ノ中の光」という意味で「宝玉光」の四股名をつけられた。しかし親方から非常に目をかけられ甘やかさ続けたことで次第に増長していき、制裁を加えようとした兄弟子全員を叩きのめすなど、部屋の誰にも手をつけられない暴君に変貌。関取になって以降は毎晩夜遅くまで付け人を連れ回して飲み歩くようになり、部屋の人間が次々と辞めていくようになってしまう。そういった事情から幕下時代に鯉太郎が付け人として派遣されてきたが、全く稽古をしようとしないことに反発した鯉太郎から稽古場で喧嘩を売られ、立ち上がれなくなるほど打ちのめしわずか2週間で追放した。その2年後の一門の連合稽古でも、十両時代の鯉太郎をほぼ一方的にあしらい続けていたが、関脇だった仁王のぶちかまし一発に呆気なく倒され、口元を大きく切る重傷を負った。それ以来仁王を逆恨みしていたが、直後に仁王が引退し部屋を継承したため再戦の機会がなくなり、やがて憎しみの対象が空流部屋そのものにも向くようになっていった。
仁王引退から3年後、飛天翔を破った鯉太郎の二日目の取組相手となる。初顔合わせ、それも元付け人で因縁の仁王の弟弟子が相手であるため本気で向かってくると踏んだ鯉太郎は、前日に松明のデータを基に白水と三人で特訓を重ねていたが、一方の宝玉光は因縁の相手にも関わらず前日にも寺井を引き連れて飲み歩こうとしていた。当日の取組では、鯉太郎から強烈なぶちかましを受け右を取れないまま土俵際まで押し込まれ、四つ相撲に持ち込もうと強引に出てきたところですくい投げを受け、結果として全く良い所が出せないまま敗れた。取組後、敗戦を信じられず放心し、師匠としての自分の不甲斐なさを恥じる田ノ中親方へ責任をなすりつけていたが、その醜態に激怒した寺井に殴られ叱咤されて、初心を思い出し目を覚ました様子が見られた。
翌日、空流親方（仁王）に誘われて寺井、田ノ中親方と共に空流部屋に夕食に訪れ、いつものように傍若無人に振舞おうとしたものの空流親方に威圧され、いじけて涙を流していた。その後十二日目の鯉太郎・王虎戦の前には国技館を後にしてひとりで飲み歩こうとしていたが、取組前に戻ってきて物陰から観戦していた。
寺井（てらい）
田ノ中部屋所属の力士。鯉太郎の一場所違いの兄弟子にあたるが、周囲からは同期として扱われている。相撲の型は四つ相撲。
相撲教習所時代には後輩の鯉太郎らに偉そうな態度で接していたが、その実力や才能を目の当たりにして稽古場で接触することを避けるようになる。序二段として臨んだ九月場所の初戦で鯉太郎と対戦、教習所で鯉太郎が投げの練習に没頭し負け続けだったことから軽く見てかかり、ぶちかましで簡単に倒された。
「BURST」では最終回に登場して鯉太郎のコンパチに参加した。「最後の十五日」では三段目となり、宝玉光の付け人として田ノ中部屋に唯一残った力士となっていた。宝玉光の傍若無人さにも諦めず相撲に取り組んでいたが、因縁の鯉太郎戦の前夜でも飲み歩きに出ようとする宝玉光と、それを全く咎めずなおも甘やかそうとする親方の姿に絶望し引退を決意。しかし鯉太郎が宝玉光を倒した取組を見て、宝玉光や親方だけでなく周囲に流されるままだった自分自身にも問題があったと気付き、親方に敗北の責任をなすりつける宝玉光を殴り、引退を撤回し3人で一から田ノ中部屋を立て直す決意を固めた。
宝玉光の人格を心底軽蔑している一方でその才能と実力を強く尊敬しており、鯉太郎との取組では複雑な気持ちを見せながら宝玉光に声援を送っていた。後に宝玉光・田ノ中親方と共に空流部屋を訪れた際には、嫌なことがあるとすぐ心が折れてしまう2人に頭を抱えながら支えていた。
田ノ中 稔（たのなか みのる）
田ノ中部屋の親方。宝玉光をスカウトし、四股名を自らつけてやるなど非常に目をかけていたが、それが行き過ぎて甘やかし続けたために宝玉光の増長を招き、部屋を衰退させてしまった。 かつては圧倒していたはずの鯉太郎に今度は逆に手も足も出ない宝玉光を見て、生前の空流親方に叱咤された言葉を思い出して自らの過ちに気が付き、宝玉光と共に一からやり直すことを決意した。

### 次元一門

#### 虎城部屋
現役時代大横綱と謳われた虎城が親方を務める部屋。物語開始当初は十両2人が所属していたが、親方の虎城が放任主義であるためにこの2人を中心とした兄弟子たちの横暴が目立っていた。「BURST」ではこの十両2名の引退で部屋の勢いが傾きかけたが、新たに部屋頭となった猛虎が幕内に昇進したことでかつて以上の勢いを取り戻した。虎城親方が目をかけた力士には四股名に「虎」の文字が与えられる。
王虎 剣市（おうこ けんいち）
虎城の息子で、虎城部屋の力士。本名・後藤（ごとう）剣市。東京都出身、17歳。相撲の型は四つ相撲。得意技は小手投げ。
身長195センチメートル、体重120キログラム（入門時）。
自分を特別な存在だと信じ込み、他人は虫けらか、自分が利用する道具ほどにしか思っていないという、極めて傲慢な性格の持ち主である上、マスコミの前では謙虚で器の大きい人間として振る舞い、計算ずくで鯉太郎に殴られ怪我をした振りをするなど、父・虎城以上に腹黒く、自己演出に長けている。そして傲慢な性格に見合うだけの圧倒的実力を持ち合わせ、頭も切れる。父のことを「パパ」と呼び、新弟子ながら部屋の中でも太々しい態度を取るため、同部屋の関取らから敬遠される。空流部屋の面々からは、親子揃って「腹黒狸」「役者になればいいのに」などと言われていた。
しかし、後述の鯉太郎との取組による敗北後の引きこもり、周囲を煽って自身を過剰なまでに精神的に追い込んでのモチベーションの維持、自身の予想を遥かに上回る取組相手の奮闘や気迫にうろたえ飲まれてしまうなど、精神面においては父親の虎城親方や宿敵・鯉太郎の師である空流親方にも危ぶまれており、田上からは「誰よりも繊細で臆病」とまで言われている。
鯉太郎のことは「おいしい奴」と考え、自分がヒーローとして祭り上げられるために最大限利用する腹積もりであったが、彼との初の取り組みで敗北。その後は鯉太郎に対する恨みと屈辱から個室に引きこもり、鯉太郎との取り組みで怪我をした腕の傷みから暴れだすなど荒んでいた。しかし猛虎が十両に昇進したため虎城との約束どおり付け人にするために叱責され、猛虎に利用される立場にありつつも、共に喰うか喰われるかという歪な関係ということを承知しながら渋々付け人になることを了承し、復帰した。
第一部の最終話にて、2期遅れで相撲教習所へと顔を出し、蒼希狼と石川を稽古場であっさり倒した後、本場所で惨敗を喫した鯉太郎にすら圧勝し、本場所での雪辱戦に至るまで無敗で勝ち上がることを宣言、BURSTでそれを実現し再戦することとなる。
相撲を始めた動機は幼少期の王虎にとって陰で敗北に怯えるだけの「偽者」にしか見えなかった父・虎城の影を払拭する（王虎は全盛期の虎城を知らない）ためであり、相撲自体は寧ろ嫌いであった。初めは父の名声を箔付けとして番付を駆け上がりつつ最後には「本物」であることを示すつもりであった。
「BURST」では前相撲での怪我で出遅れながらも、序の口から三段目まで全ての取組に勝利し幕下まで一気に出世、五月場所では優勝の最有力候補と目されるだけでなく連勝記録をどこまで伸ばすにも注目されていた。その期待通りに連勝を重ね、負けたら廃業と互いに宣言して臨んだ因縁の鯉太郎戦を制し、さらに常松と天雷も破って勢いに乗っていたが、全勝同士で臨んだ白水との取組で、小手投げで腕を折られながらなおも気迫で向かってくる白水に気圧され、髷を掴んで引き倒し反則で敗れてしまう。この敗戦をきっかけに精神面の弱さが表に現れるようになり、優勝決定戦の第一回戦で石川を故意に壊そうとしたことで「壊し屋」としての本性が観客にも知れてしまい、一気に悪役に転じてしまう。しかし直後の鯉太郎との再戦で、愚直に向かってくる鯉太郎の姿に取組相手と真正面から向き合おうとしてこなかった自分の弱さを悟り成長。呼び戻しと小手投げの打ち合いにより同体で土がつき、取り直しの一番で立合いを制され、寄り切りで敗れた。取り直しの際には鯉太郎ともう一番取れることを純粋に喜び、別人のように晴れやかな闘志みなぎる表情で土俵に上っていた。
「最後の十五日」では大関に昇進、黄金世代と呼ばれる同期の中でも出世頭として幕内で活躍している。野心だけでなく相撲に対する真摯さも表に出るようになるなど立居振舞いも大きく変わり、部屋の弟弟子からは恐れられつつも尊敬され慕われる存在となったが、一方で鯉太郎の実力を誰よりも認めながら、本人に相対した時は無条件で激情を露わにし互いに喧嘩腰で衝突している。
天雷を破った鯉太郎と九月場所十二日目に対戦、父親の代から因縁を持つライバル同士の四度目の対決として大きく脚光を浴びる。取組は立ち合い直後から白熱し、死を厭わない覚悟すら受け止める力士としての器に鯉太郎のさらなる力が目覚め、互いにまわしを取り合っての力勝負を展開。鯉太郎の全てを飲み込んで勝つと思われた瞬間、さらに力が目覚めて盛り返してきた鯉太郎に逆に飲み込まれ、全てを託すように寄り切りで敗れた。取組後、勝った鯉太郎には王虎から飲み込んだ気迫が力強くみなぎり、全てを飲み込まれた王虎は別人のように精根尽き果て「今場所はここで終わりだ」と稲虎（田上）らに告げていた。
虎城 昇（こじょう のぼる）
虎城部屋の親方で王虎の父親。現役時代は横綱・虎城として優勝25回という大記録を残し、引退後に一代年寄・虎城として部屋を興した。大相撲協会理事も務める。左耳の上半分が欠けている。本名・後藤（ごとう）昇、青森県出身、55歳。
表面は紳士的な好人物で相撲に対する観察眼に優れ、現役時代の威光もあって様々な人間の尊敬を集めているが、一方で自分に対立する人間に対して謀略を働かせ、自分の意にそぐわない弟子に対する苛立ちを隠さずストレートな罵倒をぶつけるなど、狭量で陰湿な一面もある。特に火竜に対しては思い出すだけで吐き気を催すほどの嫌悪感を抱いており、そのため火竜の息子である鯉太郎も一方的に嫌悪している。虎城部屋の規模は大きいが親方本人が滅多に稽古を見ないため、猛虎と王虎の入門までは稽古場には緊張感が欠けていた。技術指導は非常に高度な内容を含んでいるが、擬音混じりの感覚的な言葉ばかりを使うため、火竜や王虎、猛虎などごく一部の人間にしか理解できない。
現役時代は実力も人品も申し分ない正々堂々とした模範的な力士で、付け人・弟弟子だった火竜にも慕われ、虎城もまた火竜を心から可愛がっていた。しかし横綱となって以降、横綱の地位と権威を守るために出稽古などで有望力士を叩きのめして気力を削ぐようになり、かつてのような土俵の上で全力を出し切る取組を見せることがなくなった。そのことで火竜と激しく対立、稽古場で壮絶にぶつかり合いかつての自分を取り戻したかに見えたが、それでもプライドを守るため大横綱を演じる道を選び、左耳を自ら引きちぎって火竜と訣別した。力の衰えた現役末期は、プレッシャーに押し潰され家庭で妻に泣きつくことが多くなり、その姿を日常的に見ていた見た息子・剣市から「偽物」と軽蔑されるようになった。
引退後、かつての自分が捨てた正々堂々とした相撲で横綱まで上り詰めようとし、自分を超える横綱になるとまで噂されるようになった火竜を許せずにいた。火竜暴行事件の一報を聞いた時には火竜を救うべく奔走しようとしていたが、後援会長に火竜追放のチャンスだとそそのかされ、結果として火竜を角界から追放することとなってしまう。なおこの事件の被害者のチンピラたちは、この後援会長が日頃から疎ましく思っていた火竜の綱とりを阻止するために雇ったものであった。火竜の死後ひとり墓に参り、かつて訣別してまで歩んだ生き様を死ぬまで貫き火竜を否定し続けると墓前に告げ、その死を悼み涙していた。そのためか幼い剣市には「自分のようになるな」と諭し、力士となって以降も「死んだ目で相撲をとってほしくない」と願っていた。
「BURST」では王虎の出世を喜びながらも、その実力に反して精神面が未熟であることに強い危機感を抱いていた。幕下優勝決定戦での鯉太郎との一番では、「決めろ！火竜の息子！」と、鯉太郎を応援する。また、王虎が成長したことで、二人がかつて自分が歩めなかった正々堂々とした楽しい相撲をとれるようになると期待を寄せるようになり、鯉太郎に対する憎しみが消えた。
「最後の十五日」ではかつての様な陰険さは薄れ、更に大相撲協会の理事長となっており様々な改革にも着手している。相撲中継の解説も務め、幕内力士となった鯉太郎について口では否定的な発言をしているが、内心では成長を認め応援し注目している。一方で無茶な取り組みを重ねて消耗してゆく鯉太郎を見かね、生中継の解説席を放り出してまで個人的に引退を勧め、それでもなお土俵から降りようとしない姿を見て王虎に引導を渡すよう含めるなど、並ならぬ心配も寄せていた。
猛虎 哮（もうこ たける）
虎城部屋の力士。本名・小林（こばやし）哮。熊本県出身、24歳。
小学生のころは運動が苦手だったが、テレビで当時横綱だった虎城のインタビューを見て相撲と虎城に憧れを抱くようになり、中学生から始めた相撲で瞬く間に実力をつけて大学で学生横綱となり、虎城から直々にスカウトされ入門した。幕下のころから当たりの強さだけなら関取クラスと空流親方に評され、また緊張感の欠けていた虎城部屋の稽古場に兄弟子ふたりを再起不能にするほどの猛稽古を持ちこみ、増長していた王虎を正面からたしなめるなど、積極的に部屋を引っ張っている。そのため兄弟子からは目をつけられているが、弟弟子にはその熱心な姿勢で慕われている。
地方巡業の土俵で不良少年だった鯉太郎に負け、以来虎城から冷遇されていたが、幕下時代に「十両に昇進したら王虎を付け人にしてほしい」と申し出、その場所で阿形を破って幕下全勝優勝を飾り言葉通りに十両に昇進。前相撲で鯉太郎に負けた悔しさから引きこもる王虎を付け人にし、力士として立ち直らせた。「BURST」では幕内に昇進して虎城部屋の部屋頭となり、王虎や田上を連日の苛烈な稽古で鍛え、虎城からも大きな期待をかけられている。
力士としての野心に溢れ、王虎を付け人としたのは自分が現役時代の虎城の地位である、「横綱」まで上り詰めるべく利用するためと公言している。一方で熱心に相撲に励む者への敬意も忘れず、惜しくも幕下優勝を逃した竹虎の引退を頭を下げて見送り、鯉太郎に敗れて自信を失い引退しようとした田上を殴りつけ叱咤し立ち直らせている。
「最後の十五日」では大関に昇進。王虎と並び、横綱・泡影を倒せる可能性を秘めた力士と期待されている。他の実力派力士より才能に劣るという自覚から努力に努力を重ね、共に部屋を牽引してきた王虎もその貪欲さを鯉太郎に重ねて敬意を払うようになり、のみならず虎城の擬音混じりの指導を完全に理解できるようになって大きく実力をつけたため、虎城から「自分の相撲を理解できた弟子は猛虎だけ」とまで絶賛されている。
王虎を破った鯉太郎と九月場所十三日目で対戦。相手の距離感を狂わせ衝撃を消す独特の取り口と、虎城も認めた理想的な体の使い方で一方的に追い詰めたが、我欲を切り離し体に任せるまま動くようになった鯉太郎に互角の戦況に持ち込まれ、それでもなお鯉太郎の力を飲み込みとどめの上手投げを放った瞬間、前空流親方直伝の呼び戻しを受けて敗れた。取組後、死力を振り絞ってなお敗れたことに満足感を覚えそうになる自分を抑え、敗戦の悔しさを胸に再び虎城を目指す決意を固めて土俵を下りた。
田上 大（たうえ まさる）
虎城部屋の力士で、鯉太郎や王虎の同期。本名同じ。北海道出身、22歳。相撲の型は押し相撲。
全日本相撲選手権大会でベスト8になった実力者だが、大学の恩師には「幕下に上がるのも厳しいだろう」旨を告げられその反対を押し切って大相撲に入った。直接対決前の最序盤は鯉太郎を「ソップ」体型と見て甘く見ていたところがあった。空流部屋と敵対する虎城部屋の力士だが、互いの初土俵の相手として真っ向からぶつかり合い、その縁から認め合い鯉太郎とは仲がいい。同期の中では常識的な人物で、しかし決して気弱なわけではなく王虎のなだめ役になることが多い。剛毛で直毛という髪質のため、髷を結えるようになるまでは独特の髪型になっていた。
「BURST」では恩師の憂いに反して王虎らと共に幕下に昇進しているが、猛虎や王虎の猛稽古についていけず、虎城には「何が何でも勝つという気持ちが足りない、頑張った気になっているだけだ」と叱責され、自分の力の限界に苦悩していた。そこを王虎や大鵠に唆される形で、五月場所では手にバンデージを硬く巻いたり立合い前に突っ掛けて相手にダメージを与えたりといった、ダーティな相撲に手を染めかけてしまう。しかし鯉太郎との取組で、猛稽古のおかげで以前は苦戦していた鯉太郎と互角に戦えるようになっていたことに気付き、自分を恥じて改めて正々堂々と挑戦。不慮の事故により鯉太郎の指を折ってしまい、さらにその状態の鯉太郎に力およばず敗北してしまったために完全に自信を失い、猛虎に土下座して廃業を申し出たが、鉄拳まじりの叱咤に立ち直り、廃業を撤回した。
「最後の十五日」では十両に昇進し四股名を「稲虎」と改め、弟弟子たちからは優しい兄貴分として慕われている。引退する飛天翔の支度部屋での胴上げに参加した他、回想シーンでは幕下だったころに虎城らの前で来日してきたばかりの巨桜丸と手合わせを行った。
竹虎 昌雄（たけとら まさお）
虎城部屋の幕下力士。入門して15年になるベテラン。
指導員として虎城部屋から相撲教習所に派遣され、虎城の命令で鯉太郎に嫌がらせじみたしごきを課し続けた。しかしその全てを受け止め貪欲に強くなろうとする鯉太郎を見て、相撲に対する自分の情熱が薄くなっていることに気付き引退を決意。鯉太郎のぶちかましを正面から止めるなど実力は充分あり、引退場所となった名古屋場所では初日から6連勝で吽形と優勝争いを演じる。吽形との全勝対決では虎城から吽形の故障箇所を狙い撃ちするよう命令されるも逆らって正々堂々と挑み、激闘の果てに惜敗し優勝を逃した。
鯉太郎潰しに失敗して以来虎城からは冷遇されていたが、それでも虎城に対する尊敬の念を持ち続けていた。引退の際には猛虎から吽形との取組を絶賛され、土俵入りの姿で頭を下げて見送られ「せっかくの大銀杏が…俺なんかのために…勿体ねぇ…」と感激のあまり涙していた。本来は穏やかな性格であり、心ない一部の関取には軽んじられているものの猛虎や田上など後輩からの人望は厚い。

#### 十文字部屋
大鵠 弘巳（たいこう ひろみ）
十文字部屋所属の力士。本名・林田弘巳。
阿形・吽形らと同期で、相撲教習所時代から二人と対立し、阿形からは「ブタフグ」と呼ばれていた。弱い者虐めを好む陰湿な卑劣漢で、目障りな相手は取組中の事故に見せかけて故意に壊そうとすることが多く、中には土俵の外での悪質な手段も辞さない。村神裕也の腕や吽形の膝に力士生命に関わるほどの重傷を負わせ、結果として両者を引退にまで追い込んだ。そのため、空流部屋や若竹部屋の力士からは目の敵にされていた。その無様な姿勢は弟弟子にまで軽蔑されているが、幕下に定着し十両に二度上がったこともあるなど実力・才能はある。
名古屋場所で幕下に再び昇進してきた吽形と再戦し敗北、取組後に脳震盪を装って吽形の膝の上にわざと倒れこんで再び負傷させた。それを引き合いに出して阿形を挑発したことから、その後の怒りに震えた阿形との取組では死を予感させるほどの強烈な徳利投げを受けて敗れ、阿形に対する恐怖を精神に刻みつけられた。
「BURST」では、再び昇進した十両から幕下へ陥落しており、稽古もあまりせず体が弛んでいた。王虎の子飼いとして鯉太郎と王虎の対戦を実現すべく立ち回りながら、田上に手段を問わない戦い方をするようそそのかし、天雷の瞼に傷をつけるなど卑劣な取組を見せた。鯉太郎との取組では、仁王（阿形）への逆恨みから鯉太郎を再起不能にすべく、掌に鉄板を仕込んだり肘打ちを何度も叩きこんでも効かず、力士としての武器だった寄りも稽古不足で通じず、追い詰められて田上に折られていた鯉太郎の指を再び折るも意に介されず、最後は身に着けたばかりの呼び戻しで投げ飛ばされ敗北した。敗北後、白髪が一気に増えるほどの恐怖心に囚われ、さらに王虎に対する言い訳が相撲を侮辱していると逆鱗に触れてしまい、その場で廃業するよう凄まれへたりこんで失禁していた。
十文字 正嗣（じゅうもんじ まさつぐ）
十文字部屋の親方。現役時代から虎城と関係が深く、虎城が火竜と袂を分かってからは彼が虎城優勝パレードの優勝旗手を務めている描写がある。親方になってからは、しばしば部屋の力士を虎城部屋の稽古に貸し出している。卑劣な取組ばかり行う大鵠に何の指導もせず、虎城部屋に貸し出した弟子も稽古に全くついていけないなど指導者としての力量は高いとは言えず、虎城からも内心評価されていない。なお「最後の十五日」では鮫島に用事があるため、解説席を一時離れた虎城のピンチヒッターとして泡影ー飛天勇戦の解説を務めたが、緊張のため噛み噛みだった。

#### 寒河江部屋
巨桜丸 丈治（きょおうまる ジョージ）
「最後の十五日」に登場する幕内力士。ハワイ州オアフ島出身の外国人力士で、体重278キログラムという角界最大の体躯を誇り、明るい性格と笑顔で人気がある。得意技は諸手突き。番付は西前頭九枚目。
子供のころから桁外れに体格がよかったが、その外見に反して性格が非常に弱気で「リトル・ジョージ」のあだ名でいじめられ、引きこもりになっていた。その噂を聞きつけた地元出身の九曜山にスカウトされ来日、次元一門の親方衆の前で田上と手合わせを行いあまりの気の弱さに「使い物にならない」と見限られたが、その性格を叱咤せず受け入れて励ましてくれた寒河江親方を慕うようになり寒河江部屋に入門、実力を大きく伸ばし初土俵から僅か11場所で新入幕を果たした。
土俵上でも笑顔を浮かべているのは様々な恐怖と緊張を無理に和らげるためのもので、本心から楽しくて笑っているものではない。舞ノ島を下した鯉太郎の四日目の取組相手となった当日、恐怖に押しつぶされトイレの個室にこもり、隣の個室にいた大吉に弱音をこぼして大吉から叱咤され、自分の甘さを悟って精神的に成長。取組では真正面からの激しいぶつかり合いを見せ、本気を出してもなお自分を互角以上に追い詰めてくる鯉太郎に精神力がさらに覚醒。諦めることなく下手投げを必死にこらえた所へ切り返しを受けて敗れ、それまでとは全く違う晴れやかな笑顔を浮かべていた。一方、土俵上にてあまりにも刹那的な生き様を見せた鯉太郎のことも気遣っていた。
寒河江 修二（さがえ しゅうじ）
寒河江部屋の親方。明るい性格で英単語を多用する。髪型はキノコカット。
現役時代に角界の理不尽な上下関係に苦しんできた経験から、部屋では弟子達を番付・年数関係無く平等に扱っている。虎城から引き取るよう言われた巨桜丸を親身になって説得し入門させ、やがて幕内力士へと育てあげた。その指導方針に対する理解が薄い周囲からは、親方として弟子に接する姿勢がとにかく甘いと言われているが、虎城には「その評価とは真逆に、部屋で課す稽古はかなり厳しい」と評されている。巨桜丸が無理をして土俵に上がり続けているのも察していた。

### 山獄一門

#### 若竹部屋
天雷 凛太郎（てんらい りんたろう）
若竹部屋の力士で、鯉太郎の同期。本名・村神（むらかみ）凛太郎。愛媛県出身。18歳。
子供のころは、明るいスポーツマンで高校横綱にもなった兄・裕也の陰に隠れた目立たない性格で、相撲経験も殆どなかった。裕也が大相撲に入り数年と経たず廃業して失踪したことにショックを受け、地元の相撲教室で稽古を始め、やがて親の反対を押し切って勘当される形で兄と同じ若竹部屋に入門した。
入門当初から王虎と並んでその怪力と才能を称され、相撲教習所時代で既に、幕下最重量の大森山に圧勝する実力を持っていた。かつては地元の英雄と称えていた兄を、廃業した途端に掌を返して罵倒する家族や周囲に強い不信感を抱いていたため、入門当初は他人と関わり合うのを極端に嫌う冷めた性格だった。しかし序の口での鯉太郎との一番で、体力で遥かに劣るはずの鯉太郎に気圧される形で敗れ、取組後に吽形から兄の廃業の本当の理由を聞かされ、以後は誰が相手であろうと全力で相撲に取り組むようになり性格が大きく変化した。その後序二段昇進をきっかけに、兄と同じ天雷の四股名を名乗っている。
入門当初は目が隠れるほど前髪が長く伸び死んだような目つきをしていたが、鯉太郎との取組の後は瞳に精気が宿り、さらには髪が伸びてオールバックになりやがて髷を結えるようになると、まるで別人のように爽やかな外見となった。人当たりも良くなり、同期や部屋の人間とも良好な関係を築いている。石川のことを「山本」など全く関係のない名前で呼ぶという天然な一面も。
「BURST」では鯉太郎らと共に幕下に昇進、王虎と共に優勝の有力候補と目され、その前評判に違わぬ実力を発揮していたが、全勝同士で臨んだ王虎との取り組みで肩を外されさらに小手投げを受けて敗北。その後優勝決定戦に進出し第一回戦で闘海丸と対戦、裕也と国技館まで招待した両親が見守る中奮戦し寄り切りで勝ったかに見えた瞬間、うっちゃりで逆転され敗れた。
「最後の十五日」では東関脇に昇進、王虎と並ぶ同期の実力者として活躍している。九月場所11日目、序の口以来熱望し続けていた鯉太郎との再戦が決定。今場所の残り全てを捧げる覚悟で挑み、動きを先読みする鯉太郎に対して更なる読みと怪力を発揮して追い詰めたが、死すら厭わない鯉太郎の取組に気圧され、とどめのつもりで放った合掌捻りの隙を突かれすくい投げで敗れた。敗戦後、鯉太郎の覚悟に一歩引いてしまい肩を並べることができなかった自分を悔い、翌日の取組も精彩を欠き連敗、優勝戦線から脱落した。
大刀力 一（だいとうりき はじめ）
若竹部屋の十両力士。天雷の兄弟子で、裕也の弟弟子。裕也に重傷を負わせ廃業に追い込んだ大鵠を「ゲス野郎」と呼び嫌悪している。
若竹 哲広（わかたけ てつひろ）
若竹部屋の親方。元前頭三枚目。無名のアマチュア力士だった天雷を、裕也の弟という縁から受け入れ入門させた。

### 戸部一門

#### 北里部屋
渡部 仁（わたなべ じん）
鯉太郎の同期。本名同じ。千葉県出身、16歳。相撲の型は四つ相撲。
先輩一人一人の名前と所属を覚えて丁寧に挨拶し、同期である鯉太郎達にも腰が低い。大きくつぶらな瞳をしていて石川から「ドングリ」というあだ名をつけられ、以後同期からはそう呼ばれている。性格は明るく、太りやすい体質で作中後半では増量に成功しているが身長は鯉太郎よりも低く、決して体格に恵まれているとは言い難い。家族は9人兄弟。
相手の立ち回りをよく研究して弱点を突くスタイルで、序の口では真っ向勝負一本鎗だった鯉太郎を翻弄して破り蒼希狼と優勝を争った。その後序二段で鯉太郎と再戦し、体重を大幅に増やしたにも関わらず軽快な動きを見せ鯉太郎を翻弄したが、体重の増加に持久力がついていかず、力づくの強引な下手投げを受けて敗れた。
「BURST」では、鯉太郎らより出世が遅れ三段目となっている。「最後の十五日」では田上らと共に、引退する飛天翔の胴上げに加わった。番付は幕下。
毘沙門 透（びしゃもん とおる）
「最後の十五日」に登場する幕内力士。番付は東前頭五枚目。本名・速川（はやかわ）透。常松や大吉と同期。相手の実力が自分より上と見なせば尊敬し、下と見なせば傲岸に接するようになる。
運動に関して桁外れの才能を持ち、高校時代に始めた柔道で瞬く間に全国制覇、世界ランキング1位の選手にも稽古で完勝したことで柔道を見限り、力士を志して北里部屋へ入門した。入門後、教習所時代に指導員として派遣され自分を簡単にあしらった鯉太郎を尊敬するようになるが、わずか11場所で入幕し一気に番付を追い抜いて以降王虎を尊敬の対象に変え、また怪我で十分な力を発揮できなかった鯉太郎を本場所で取組で破ってから、鯉太郎を格下の存在と見下すようになった。
部屋の誰よりも熱心に稽古に取り組んでいる一方、王虎からは相撲を怖いと思ったことがないから取組にも怖さがないと評されている。九月場所十日目で鯉太郎と対戦、ぶちかましを制するため大きく距離を取って立合いに臨んだが制しきることができず、動きを完全に先読みされて追い詰められ、それにより眠っていた実力が覚醒するも、それでも動きを読みきられ櫓投げで敗れた。取組後、実力を完全に出し切った自分を一方的に倒した鯉太郎に恐怖を覚え号泣、王虎から「当分使い物にならない」と言われていた。

### 月山一門

#### 柳川部屋
大森山 太一（おおもりやま たいち）
本名・大森太一。栃木県出身、23歳。相撲の型は押し相撲。大森海太二の双子の兄。
身長198センチ、体重230キロという巨漢。力士の中でも桁外れのえびすこで、名古屋場所への移動の新幹線で駅弁を全て買い占めて一人で食べ尽くしていた。登場当初の番付は幕下で、幕下以下では最重量だった。指導員として派遣されてきた相撲教習所で村神（天雷）の相手となり、持ち上げられて土俵の外に吊り出された後、ぶちかましで正面からぶつかり合って呆気なく敗れた。その後の名古屋場所では吽形と戦って敗れている。
「BURST」では三段目に番付を落とし、常松の初土俵の相手となる太二を応援していた。
大森海 太二（おおもりうみ たいじ）
本名・大森太二。栃木県出身、23歳。得意技は泉川。大森山太一の双子の弟。
兄同様のえびすこで、日本人力士最重量の240キロという体躯を誇る。その体躯に似合わない俊敏な動きで十両まで昇進したが、その後稽古をしなくなり、幕下へ陥落した。幕下への陥落が決定した場所では幕下の阿形と戦い、力づくの撞木反りを受けて敗れている。
「BURST」では十両返り咲きを目指して体重をさらに20キロ増やしたが、幕下付け出しとして初土俵に臨む常松に戦法を研究され、全く良い所なく敗れた。

### その他の一門

#### 禅定部屋
泡影（ほうえい）
「最後の十五日」に登場する第72代横綱。モンゴル国出身。母親は日本人で日本語が喋れる。ロシア人の祖父の遺伝で左目が青く、その他にも様々な人種の血が流れているという。丈影と同期入門。
禅定親方にスカウトされ来日するまで相撲の経験が全くなく、入門からしばらくは特異な才能を見せながらも低い番付に甘んじていたが、兄弟子で幕内力士・輝影の指導によりやがて才能が開花、一気に横綱まで上り詰めた。
九月場所七日目時点で62連勝、さらに関脇時代以来29場所連続優勝という大記録を更新し続けており、相手の実力を全て引き出した上で無傷で倒すそのスタイルは、虎城から「大横綱を演じていた自分とは違う真の横綱」「相撲そのもの」とまで評されている。自分の納得のいく四股を追い求めた結果、最後の敗戦となった百雲戦にて相手の動きが前もって完璧に予測できる超能力じみた力を身に着け、その相撲観は虎城にすら理解できない境地に到達している。
九月場所十四日目に全勝の鯉太郎と対戦する予定だったが、連載終了により取組が描かれることはなかった。
母国であるモンゴルに対して多額の寄付を行い、貧しい子供達が通える学校を建てており、土俵以外でも大きな貢献を果たしている。
丈影（たけかげ）
「最後の十五日」に登場する幕内力士。番付は東前頭四枚目。沖縄県出身。本名・比嘉ライアン（ひが ライアン）。父親が外国人のため両目が青く、自分のアイデンティティを確立するために相撲を始め、高校横綱となった後禅定部屋へ入門した。
入門当初から同期の泡影を強烈に意識し、力士として小柄な体格ながら荒々しい真っ向勝負の相撲に打ち込み、泡影に先んじて入幕。やがて輝影と禅定親方が引退し泡影が部屋頭に指名されるとそれに反発し、稽古場で輝影を下すほどの実力を見せ禅定親方を驚かせたが、泡影とは全く勝負にならないどころか熱心に稽古をつけられているような状況になり、本来の実力を大きく上回るかち上げを無意識にぶつけられたことに笑顔を見せた泡影に魅了され、自分より遥かに上の存在であると認めて膝を折った。以来部屋頭として尊敬し慕いつつも打倒泡影を密かに誓うようになり、相撲スタイルもそれまでと大きく変え、いつか泡影を倒す時のために体に負担をかけずに勝つ冷静沈着な取り口になった。
スタイルが変わった後の取り口は鯉太郎にとって非常に相性が悪く、以前に行われた鯉太郎との取組には全て勝利しており、また表立った衝突はないものの互いの相撲観に反感を抱き合っている。九月場所八日目の鯉太郎の対戦相手となり、鯉太郎の前進を止めきれず簡単に諦めて土俵を割ろうとしたが、泡影に実力を認めさせられない苛立ちと自分が嫌うスタイルで追い詰めてくる鯉太郎に対する対抗心から精神面が変化。かつてのように情熱をむき出しにした真っ向勝負を挑み、稽古場で泡影に見せた以上のかち上げをぶつけたが、それを受けて喜びながら反撃してきた鯉太郎のぶちかましに押し倒され敗れた。
外見や立居振舞いは感情を表に出さない無機質なものだったが、自分の実力に対する自信は非常に高く、鯉太郎戦前には王虎から「鮫島に勝てたら泡影に勝てると認めてやる」と言われて怒りを露わにしていた。
禅定（ぜんじょう）親方
泡影・丈影入門時の禅定部屋の親方。定年前は部屋の運営、弟子の指導は全て部屋付親方である大曲に任せており、本人は滅多に動かないことから皆から「置物」と揶揄されている。大曲親方の反対を押し切って未経験のモンゴル人青年を入門させ、横綱だった現役時代の自分の四股名「泡影」を与えた。泡影らの入門翌年に、丈影より番付が低かった当時十両の泡影を部屋頭に指名して定年退職した。
大曲 俊彦（おおまがり としひこ）
泡影・丈影入門時の部屋付親方。禅定親方に代わり実質的に部屋を取り仕切り運営している。高校横綱だった丈影を部屋へスカウトした。禅定親方の定年退職に伴い、禅定の名跡と部屋を受け継いだ。
輝影（きえい）
泡影・丈影入門時の部屋頭。番付は前頭下位。禅定親方と共に泡影の素質を早くから見抜き、「泡影を育てたというだけで自分の名が残る」と打算的な面を見せつつ、熱心に稽古をつけていた。禅定親方の定年退職と同時に引退し、大曲の名跡を継いで部屋付親方となる。長年の怪我や泡影という存在もあり、引退を決めたものの、丈影に対しては長年部屋頭やってきた意地と闘志が残っており、人事に楯突く彼と申し合い稽古で戦うことになる。お互い全力を出した末に覚醒した丈影に敗れた。その直後丈影と泡影の申し合い稽古を目の当たりにし、「やはりここが潮時だったか」と笑顔で納得した。

#### 山ノ上部屋
蒼希狼 巴亞騎（あおきろう バーキ）
山ノ上部屋所属の力士。鯉太郎らと同期。本名バットバートル・ムンフバイヤル。モンゴル国出身で、故郷ではバーキという愛称で呼ばれていた。
ウランバートルのマンホールチルドレン（路上生活の孤児）のリーダーで、同じ境遇の孤児と縄張り争いを繰り返していた。抗争に勝っても生活が何も変わらない現実に気付き、そのような状況から抜け出し仲間たちを救うため、モンゴル相撲で名前を売り日本の大相撲にスカウトされようと、仲間を引き連れて国家ナーダムへ乱入。警備員や出場者と大乱闘になり激しく痛めつけられながらも、アルスラン（優勝者）を投げ飛ばし、山ノ上親方に血まみれの鬼気迫る形相で迫り、親方に見込まれて山ノ上部屋へ入門した。
入門当初は無名の存在だったが、名古屋場所で全勝同士だった渡部を下し序の口優勝、同期に一躍その名を知られるようになった。故郷の仲間を救うという強い使命感を持ち、また場所での敗北を即追放と勘違いしていたこともあって、同期や兄弟子が辟易するほど熱心に稽古に取り組んでいる。上手投げを得意とし、勝負勘も非常に鋭い。日本語は不自由で、山ノ上親方の口癖である「バカ〜」他いくつかの単語しか喋れない。
序二段として臨んだ名古屋場所で鯉太郎と対戦、タイミングを捉えた上手投げで鯉太郎の力づくの下手投げに対抗し優位に取り組みを運んだが、投げにこだわらず基本に忠実に立ち回るようになった鯉太郎に追い詰められ、最後は会心の下手投げを受けて初土俵以来初めての敗北を喫した。
「BURST」には登場しない(鮫島世代の多くは幕下で戦っていた際には既に関取だった事が後に判明する)。「最後の十五日」では日本語が流暢になり、故国の自分と同じ境遇の子供たちを救うために学校を作ろうと、仲間たちに収入のほぼ全てを送金し続けていた。そのため上昇志向と金銭への執着心が極端に強くなり、周囲から力士としての品格を疑問視されながらも、同期の中で最も早く出世し最初に小結に昇進していた。しかし故国の仲間が貯金を中華系マフィアに奪われた挙句皆殺しにされ、その直後に同郷の泡影が同じ目的で既に学校を設立していたと聞いて、自分のしてきたことが無意味だったと思い知らされる。さらにその泡影との取組に圧倒的な実力差で敗れてしまい、僅か一場所で小結から陥落。以後幕内には留っており九月場所時点で西前頭六枚目となっているものの、相撲に取り組む気力を完全に失い引退を考えるほど苦悩していた。しかし大山道と鯉太郎の魂を振り絞る取組に、亡くなった仲間たちに後押しされるかのように力士としての情熱を取り戻し、その後大山道を下した鯉太郎の七日目の取組相手となった。
当日の取り組みではかつてのように闘志溢れる姿を見せ、制限時間を待たず最初の立ち合いから激突。真正面のぶつかり合いからまわしを取りあっての激しい攻防を演じ、鯉太郎の下手投げを力技の上手投げで返した瞬間、逆にすくい投げを受けて敗れた。取組後、土俵で倒れ動けなくなった鯉太郎を叱咤して起き上がらせ、互いに手を取って立ち上がり土俵を下りた。
初登場前の本誌の予告では「序ノ口優勝者のモンゴル人力士、岩ノ山。果たして実力は!?」と、実際の四股名と全く異なるコピーが出ていた。
大山道 豊（おおやまどう ゆたか）
山ノ上部屋の関取。初登場時は十両。大地狼の付け人だったことからモンゴル語を話せる。児童養護施設の出身で、境遇が似ていて孤立しがちな蒼希狼を何かと気にかけており、また親身になって日本語を教え稽古でも自ら進んで胸を貸しているため蒼希狼から慕われ、蒼希狼が気力を失った時は親方と共に日ごろから心配していた。元気を取り戻した蒼希狼に対し何度か涙ながらに喜んでいた。
「BURST」には登場しない。「最後の十五日」では西前頭七枚目に昇進、技巧派のベテラン力士として活躍している。鯉太郎の六日目の取組相手となり、押すと見せて引く、引くと見せて押す老獪な駆け引きで鯉太郎を追い詰めたが、偶然に駆け引きのコツを掴んだ鯉太郎に主導権を握られ、互いに力を振り絞る熱戦の末押し出しで敗れた。
小手先のテクニックとは違う、強烈な殺気を自在に出し入れしながら相手を追い詰める取り口は鯉太郎に大きな影響を与えた。
山ノ上 大五郎（やまのうえ だいごろう）
山ノ上部屋の親方。現役時代の四股名は大山狼、最高位は関脇。額から頭頂まで禿げ上がり腹がせり出た初老の男性。口癖は「バカ〜」。
新弟子スカウトのための視察に来ていたモンゴルで蒼希狼を見初め、日本へと連れ帰り入門させた。日本語の通じない蒼希狼にジェスチャーで熱心に投げの指導を行い、蒼希狼から慕われている。片言だがモンゴル語を話せる。「最後の十五日」では気力を失って心を閉ざしていた蒼希狼に対して懇々と諭した。

#### 宮野浦部屋
岩の藤 要（いわのふじ かなめ）
「BURST」に登場する宮野浦部屋所属の幕下力士。ぶちかましを得意とし、額にはぶちかましの稽古でついた大きな瘤がある。飄々とした明るい性格で、「OK」などと英語まじりの独特な口調をしている。入門8年目。
体の線が細かったことと一見して間の抜けたように見えることから先代・当代ともに親方には期待されていなかったが、当代の親方が発した「体を活かしたぶちかましを武器にしろ」というほぼ皮肉（先述のように岩の藤は体の線が細い）と言える投げやりな助言を忠実に守って稽古を積み続け、やがて空流・新寺両親方に注目され認められるほどの実力を身に着けた。自分が成長するきっかけを作り、成長後は熱心に見守っている当代の親方を尊敬している。土俵外から鯉太郎の狙いを見抜くなど観察眼も鋭いが、話し方が独特すぎるため他者には伝わらない。
幕下優勝決定戦の第一回戦で鯉太郎と対戦、互いにぶちかましをぶつけ合う派手な取組を見せ、得意の助走代わりにその場で全身をねじって威力を乗せることを活かした岩の藤のぶちかましからヒントを得た鯉太郎が取組中にぶちかましを進化させ、ぶちかまし合戦を制される形で敗れた。敗れた後も悔しさを表に出すことなく、笑顔で鯉太郎との再戦を誓っていた。
「最後の十五日」では、東前頭七枚目に昇進。鯉太郎の五日目の取組相手となり、ぶちかましのぶつけ合いの一瞬の隙を突かれ、下手投げで敗れた。
暁 秀則（あかつき ひでのり）
宮野浦部屋の親方。先代が急逝したことで部屋を継いだが現役時代の最高位が十両どまりであったため弟子に侮られ、やがて弟子は次々と部屋を離れていき自信と気力を無くしていた。そんな中で岩の藤が、自分の投げやりな助言に従って猛稽古を繰り返し大きく成長したことを知り、「必ず一流にする」と心に誓い熱心な指導を行うようになった。岩の藤を応援する気持ちが強く、鯉太郎に敗れた後も消沈することなく健闘を称えていた。「最後の十五日」では、誓い通り幕内にまで育て上げた岩の藤を応援する姿が見られる。

#### 鏡川部屋
闘海丸 つよし（とうかいまる つよし）
「BURST」に登場する鏡川部屋所属の幕下力士。本名・国丸つよし。静岡県出身。人相が悪い。
学生時代はヤンキーで、当時から体格がよく腕っぷしが強かった。弱い者いじめを嫌う男気のある性格で、人から頼られることに弱い。高校時代に同級生の細川から相撲部の団体戦の助っ人を頼まれ、全くの素人にも関わらず試合で活躍し決勝まで勝ち進んだが、観戦に来た学校の女子にいい所を見せようと力んで失敗し、優勝を逃してしまう。この時の活躍が鏡川親方の目に留ってスカウトされ、細川と一緒に鏡川部屋に入門した。
右の腕力が非常に強く、力士としても恵まれた体格をしている。しかし高校時代の決勝戦のトラウマからここ一番での勝負弱さが目立つようになり、何度も十両昇進の機会を逃していた。本人もそれに苦悩し一度は廃業まで考えたが、細川から叱咤されて立ち直り、五月場所では鯉太郎らと共に幕下優勝決定戦に加わった。
優勝決定戦の第一回戦で天雷と対戦、力勝負で自分と互角以上に渡り合う天雷の実力にトラウマを払拭し、正面からの組み合いの末寄り切りで敗れたかに見えた瞬間、うっちゃりで投げ飛ばし勝利を収めた。続く鯉太郎戦では、自身のパワーによるプレッシャーと鯉太郎の技とスピードによる翻弄で拮抗した展開を見せ、力みの入った呼び戻しを外無双で返すも投げきれず、最後は再びまわしを掴む前に真正面から押されて寄り切られ敗れた。優勝はできなかったものの、天雷と鯉太郎との取組を通して別人のように勝負強くなり、鏡川親方から絶賛されていた。
「最後の十五日」では東小結に昇進。細川によるプロデュースを受けてタレントとしても活躍し、アイスキャンディーのCMで全国的な人気を得ているが、力士としての力量を評価されていないことに不満も抱いている。九月場所九日目にて鯉太郎と対戦、幕下優勝決定戦以来となる因縁の取組に、タレントの顔をかなぐり捨てた闘志みなぎる姿で臨み、力と力のぶつかり合いの末に変形の伝え反りによって逆転負けを喫する。敗北後、充実した取組に汗と鼻水だらけの笑顔を浮かべながら再戦を誓った。
細川 将太（ほそかわ しょうた）
「BURST」に登場する鏡川部屋所属の力士。番付は序の口。闘海丸の高校の同級生・相撲部員で、闘海丸を大会に参加させ力士になるきっかけを作った。眼鏡をかけた細身の外見で、気弱だが相撲への情熱は本物であり、また腹黒い性格をしている。高校時代は鏡川親方から技巧派としての才能を見込まれていたが、体の線が細いことから序の口を抜け出せずにおり、闘海丸に関取になる夢を託していた。
「最後の十五日」では力士を引退し、元力士を中心としたアスリートたちをプロデュースする芸能事務所「AGUプロダクション」を立ち上げて大成功している。闘海丸人気が若い女性の集客に繋がっていることから虎城からの信頼も厚く、鏡川部屋の後援会長も務めているため、鏡川親方ですら敬語で接する存在になっている。力士としての最高位は序二段。
鏡川 一平（かがみがわ いっぺい）
鏡川部屋の親方。パンチパーマにサングラスというヤクザのような外見で、稽古中にも激怒すると日本刀を振り回そうとする。現役時代は火竜と同時代に活躍したが、火竜には一度も勝てなかったという。サングラスの下は長いまつ毛とつぶらな瞳をしている。

#### 五大部屋
明王山 憲昭（みょうおうざん のりあき）
「最後の十五日」に登場する大関。40歳。10年62場所に亘って大関に在位しており、人柄のいい力士として知られている。高齢のために力は衰えているが、全盛期は角界随一のぶちかましの威力を誇り「牛鬼」の異名で恐れられていた。
角番で迎えた5月場所で7敗していることを記者に聞かれ、「引退までそう長くないからのんびり相撲をとりたい」と答えたことに対して、鯉太郎が老害呼ばわりして反発。翌日の鯉太郎との取り組みでは鯉太郎の強烈な殺気に当てられ、全盛期の気迫を取り戻し会心の突き押しを見せるも、反撃の呼び戻しを受けて敗北、大関陥落が決定した。敗れた直後は引退を考えていたが、鯉太郎の激励を受けて撤回、記者に対して別人のように威勢よく現役続行を表明していた。九月場所では西関脇として登場、すっかり若き日の豪快な性格に戻っている。

#### 新発田部屋
百雲 道明（びゃくうん みちあき）
「最後の十五日」に登場する幕内力士。番付は関脇。本名・登馬（とうま）道明。常に狂気じみた余裕のない顔つきと立居振舞いをしており、無茶な取組で相手を壊すことも多い。本場所で泡影に最後に土をつけた力士。
学生横綱から角界入りし、その実力と才能、周囲を積極的に引っ張り誰からも慕われる明るく模範的な性格から「角界の良心」と呼ばれ、将来の横綱と期待されていた。しかし泡影との初取組で、新たな境地に到達した自分に感激した泡影が何もせず土俵を割ったため、圧倒的実力差がありながらわざと勝ちを譲られた形になり、堪えがたい敗北感と屈辱感で人間性が変化。泡影を実力で倒すために周囲への感謝の念を捨て高校以来の恋人・綾子とも別れ、相撲スタイルもそれまでとは正反対の冷酷で情け容赦ないものとなった。
九月場所では九日目までに2人を故障させており、十日目に松明と対戦。お互いに高度な技の応酬を繰り広げるもまわしを取りに来た松明の左腕を負傷させ、さらに小手投げで反撃に出た松明の右腕を脱臼させ、腕が上がらなくなった松明の手が土俵についたことで勝利を収めたが、その凄惨極まる取組内容に観客からは罵声を浴びせられた。
十一日目に全勝の王虎と対戦。これまでと同様の非情な攻めを見せるもその全てが王虎には通じず「偽物」と否定され、追い詰められた末に自分に残されていた自分本来の相撲を取り戻し、当時以上の力を発揮するも最後には完敗する。敗戦後、自分は泡影戦で力士として終わっていたことを悟り、親方たちへ謝罪するとともにこの一番を最後に現役を引退した。表情も憑き物の落ちた晴れやかなものに戻り、国技館の外では別れた綾子と再会を果たしていた。
新発田（しばた）親方
新発田部屋の親方。新弟子不足で悩んでいたが百雲の入門により部屋に活気が蘇り、百雲へ熱心に指導を行っていた。百雲が未来の相撲界を牽引し、泡影をも超える横綱になると確信しており、百雲が本場所で泡影を破った時には涙を流して喜んだが、それを境に豹変して自らを追い詰めるような相撲を取るようになった現在の百雲の姿に心を痛めている。

#### 尾多留部屋
白鯨力 成行（はくげいりき なりゆき）
「最後の十五日」に登場する幕内力士。番付は小結。本名・池川（いけかわ）成行。普段は気弱で大人しい性格だが、精神的に追い込まれると所構わず暴れ回る凶暴な二面性を併せ持つ。幼いころに両親が離婚して祖母の元で育てられたが、祖母が亡くなって以降その二面性から親類の家をたらい回しにされ、押し付けられるように尾多留部屋へと預けられた。特撮ヒーロー「ビクトリースター」のファン。右腕には親方の息子から貰ったリストバンドをつけている。
入門後は素直で愚直な性格と親戚の家で培った家事のスキルからすぐ部屋に溶け込み、股割りや四股を教える前に、普段は眠っている凶暴な一面をどうやって引き出しどう制御するかという問題を、取組の前にビクトリースターの変身ポーズを取ることで解決し、凶暴な一面を自由に出し入れできるようになっていった。持前の怪力も合わさって大きく実力をつけていったが、一時期そのパフォーマンスに批判が集まり禁止もされたが、禁止されると実力が全く発揮できず、また名物として人気を博していたことから間もなく解禁された。稽古場では幕下以下にも負けるが、本場所の土俵では凶暴な一面に変わり強い事と前述の変身ポーズから、虎城は「不思議な力士」と言っている。
九月場所十日目に天雷と対戦、怪力の天雷と真っ向から組み合う力勝負を演じ、強靭な足腰から繰り出される得意のがぶり寄りで天雷を土俵下に押し出そうとするも、天雷の力で土俵中央まで戻されスタミナが切れたかと思ったら、再び復活し再度がぶり寄りで逆転勝利をもぎ取ると思われた瞬間、真正面から力ずくで押さえつけられて膝をつき敗れた。敗北後は互いに実力を認め合い、互いに笑顔で握手を交わした。土俵を去る時に尾多留親子から、まだ強くなれると激励を受けた。
尾多留 直哉（おたる なおや）
尾多留部屋の親方。派手な柄もののシャツを着ている。尾多留部屋へ入門した白鯨力に隠れた凶暴ながらも凄まじい素質に惹かれ、彼を小結まで鍛えあげた。白鯨力の身の上のことも理解しており、愚直に言いつけを守り稽古に励むという彼の人間性にも強い信頼を持っている。
モデルは芸能人のヲタル。ヲタルのファンだった作者が、本人に願い出てキャラクターとして登場させた。
尾多留親方の息子
本名不明。特撮ヒーロー「ビクトリースター」のファンであり、同じくファンである白鯨力と意気投合して後に親友となる。白鯨力の凶暴性をコントロールする術としてビクトリースターの変身ポーズを取るようにアドバイスした。
剛の波（ごうのなみ）
尾多留部屋の所属力士。白鯨力入門当時の部屋頭で当時の番付は幕下。
白鯨力の凶暴性に最初は戸惑っていたが、後に打ち解けて優しく彼を受け入れ共に稽古に励んだ。

#### その他の部屋
星浪（せいろう）
所属部屋不明。三段目力士だったが、右腕の怪我で休場し番付を落とし再び前相撲から始めることになった。同じく再度の前相撲となる王虎と立合い、怪我をしていた右腕を小手投げにより故意に折られた。
劇中では漢字表記が不明だったが、作者本人がTwitterで読者の質問に答える形で漢字表記を明かしている。
爛摩（らんま）
所属部屋不明。「BURST」に登場する幕下の外国人力士。春場所では優勝争いに絡んでいたが、五月場所では王虎に負け、さらに鯉太郎に敗れて優勝争いから脱落した。この爛摩との取組で鯉太郎は、偶然に呼び戻しのヒントを掴んだ。
舞ノ島（まいのしま）　
所属部屋不明。「最後の十五日」に登場する幕内力士。番付は西前頭十枚目。幕内力士の中でも最大級の体躯を誇る。宝玉光を破った鯉太郎の3日目の相手として対戦、吊りあげようとした隙を逆に突かれ吊り落としで敗れた。
過去にも鯉太郎との対戦経験があり、土俵上での実力を認め高く評価している一方、会場の応援が鯉太郎一色となることにやや不満を抱いている。
喜多錦（きたにしき）
所属部屋不明。「最後の十五日」回想シーンで登場する幕下力士。15年の下積みの末ようやく十両昇進が目前に迫っていた。しかし巨桜丸との取り組みでそのむき出しの闘志が巨桜丸を恐怖させてしまい、駄目押しで重傷を負い引退に追い込まれた。

### 元力士
火竜 太郎（かりゅう たろう）
鯉太郎の父親。故人。本名・鮫島太郎。力士らしからぬ悪童じみた性格から「悪タレ」と呼ばれファンも多かった名大関で、周囲の力士からも慕われる存在だったが、一般人に対する暴行事件を起こして角界を追放された。
元は黒森部屋所属の序二段力士だったが、あまりの豪快・破天荒な性格に耐え兼ねて兄弟弟子はおろか部屋の後援者やおかみも皆逃げてしまい、さらには親方が定年となって部屋が存続できなくなったため、当時幕内のホープだった虎城のいる天城部屋へと移籍してきた。
天城部屋でも破天荒ぶりは相変わらずだったが、年齢も番付も離れている虎城と気の合う親友同士のような間柄になり、虎城の付け人として大きく実力をつけていくだけでなく、「己の生き様をぶつけるもの」という相撲に対する姿勢も教えられていった。しかし横綱となった後の虎城が、かつてのような生き様を見せるような真正面からのぶつかり合いではなく、大横綱を演じるべく稽古場での立ち回りや政治力も駆使するようになって対立。山崎が見届ける中稽古場で壮絶に衝突し、それでも大横綱としての生き方を曲げない虎城と訣別することとなった。
虎城引退後は天城部屋の部屋頭として活躍、真正面からぶつかり合う相撲スタイルのために怪我が多く出世が遅れながらも、幼い鯉太郎に自分の生き様を見せようとやがて大関まで昇進し、虎城を超える横綱になるとも囁かれるようになった。しかし火竜の綱取りを阻止しようとする虎城の後援会長の謀略によって柄の悪い群衆に絡まれ、その中の一人が、親友だった自分と訣別してまで貫いた虎城の生き様を馬鹿にする言葉を口にしたことに激昂、その場にいた多数の人間に重傷を負わせ、角界を追放されてしまった。
追放後、周囲は掌を返して冷たく当たるようになり、妻にも逃げられ、「死んで生きれるか」を口癖に酒浸りの生活を送るようになった。やがていつものように泥酔していたある日、大型トレーラーにぶちかましをしようと道路に飛び出し、そのまま撥ねられてこの世を去った。マスコミは借金苦による自殺とも憶測していたが、本人は今際の際に「4トン（トラック）なら勝てたのに」と呟いていた。親しい者からは好かれていたようで、葬儀においてその死に涙を流す者もいた。
生前は、酒浸りの自分に立ち向かってこようとする鯉太郎の姿に、虎城の生き様を元に戻そうとしていたかつての自分を重ね、自分の生き方を受け継ぎ超えてくれると信じあえて厳しく接していた。現役時代の相撲に関する品物は全て追放時に自ら処分したが、化粧まわしだけは焼こうとしても焼くことができずに残し、やがて力士となった鯉太郎へと受け継がれた。
村神 裕也（むらかみ ゆうや）
天雷凛太郎の兄で、若竹部屋所属の元力士。現役時代の四股名は天雷、最高位は序二段。阿形・吽形らの兄弟子。
高校横綱として将来を嘱望されていたが、相撲教習所で阿形と吽形をいじめ抜く大鵠に注意したことなどで目をつけられ、取組中に腕を折られる。この時の怪我のために元の実力が発揮できなくなり、阿形・吽形だけに意志を伝えて唐突に部屋を逃げ出し廃業、失踪した。かつて教習所で、大鵠に痛めつけられてもなお稽古に励む阿形と吽形を、阿吽の喩え話を用いて激励した。引退後も二人から慕われている。
四股名は、旧海軍の戦闘機・天雷から取って自らつけた。失踪後は運送会社を経営し、自分と同じく角界入りした凛太郎の取組を見守っている。失踪の理由を知らない実家からは絶縁されていたが、「BURST」で凛太郎の幕下優勝決定戦を両親と共に観戦し和解した。
大地狼（だいちろう）
元・山ノ上部屋のモンゴル人力士。最高位は前頭十枚目。モンゴルでは名士として知られ、引退後は帰国して国会議員を務めながら、モンゴル相撲の強豪を山ノ上親方に紹介している。
松明（たいまつ）
常松洋一の父親。天城部屋の元力士。火竜の兄弟子。四股名の名付け親は火竜。
実力は序二段と三段目を行き来する程度のもので、なかなか芽が出ない自分自身に嫌気がさしていた。火竜からは叱責されつつも可愛がられていたが、ある取り組みで器に限界を感じてしまう。
その後は稽古にも真面目に取り組まなくなってしまい、火竜にはあまりの変わりようから日常的に叱責される一方、接待要員として虎城に重宝され、そのおこぼれに与る形で莫大な収入を得ており、虎城からも陰では「ハイエナ芸者」と軽蔑されていた。
虎城が引退して収入がなくなると間もなく相撲を廃業し就職したが、どの仕事も長続きせず生活が荒れ始め、さらに金銭感覚が狂ったままだったために借金も重ね、やがて妻と息子・娘を残して蒸発した。現役時代はよき父親で、自分の教えた相撲に励む洋一の姿を喜んで見守っていたが、生活が荒んでいくにつれて息子にも暴力を振るうようになっていった。洋一の大学時代の相撲部監督は、天城部屋時代の兄弟子にあたる。
「最後の十五日」ではみすぼらしい服装で空流部屋を訪ね息子と再会。開口一番金を無心して軽蔑され、怒りを買うが、その翌日の朝、松明対百雲戦を見に来ることを条件に金を受け取る約束を交わす。会場を訪れた直後は楽して金が手に入ったころを思い出して嘆いていたが、非情な攻撃を続ける百雲に対しても一歩も引かず真っ向勝負を続ける息子の姿にかつて相撲に対しての情熱を持っていた当時の自分を思い出し、「あのころに戻ってやり直したい」と後悔の涙を流す。取組後、約束の金を受け取ろうとせず去ろうとしたが、息子に三段目力士・松明としての勝負を挑まれる。ブチカマシ一発で敗れるも、自分の人生に抗い続けろと言う激を受け、やり直すことを決意し息子と和解する。
天城 源吾（あまぎ げんご）
天城部屋の元親方。頭髪は全て禿げあがっている。現役最高位は関脇。的確かつ理論的な指導で知られ、虎城を横綱まで育てあげた。虎城引退後は何度指導しても内容を理解しない火竜と稽古場で怒鳴りあうのが日常風景となり、以来喉が潰れて声がしゃがれている。火竜とは互いに深い信頼関係で結ばれていたが、火竜の事件の煽りを受けて自身も協会を追放されてしまう。「BURST」のクライマックスで、協会のマスコットキャラクターのスーツアクターとしてその後も大相撲協会に関わっていることが明らかになった。
「最後の十五日」でもマスコットに扮し、仕事そっちのけで親の代から続く因縁である大一番、鮫島ー王虎の取組を見守った。
九曜山（くようざん）
元・十文字部屋の外国人力士。オアフ島出身で地元では英雄として知られている。同郷の巨桜丸をスカウトし、大相撲入りのきっかけを作った。

### その他の人物
斎藤 真琴（さいとう まこと）
斎藤正一の娘。鯉太郎の姉がわりで鯉太郎からはマコ姉と呼ばれる。18歳。気が強く鯉太郎にとっては頭の上がらない存在で、鯉太郎をいつも心配している。料理が得意。
「BURST」では都内の大学に進学し上京、度々本場所を観戦したり空流部屋に鯉太郎の様子を見に来たりするなど、これまで以上に部屋との関わりが深くなった。「最後の十五日」では椿や鯉太郎らと共に空流親方の葬儀後の会食の席を手伝い、その後テレビ局に就職して女子アナとなり、寒河江部屋へ取材に訪れ寒河江親方と鯉太郎戦を控えた巨桜丸へインタビューを行った。また空流部屋で仁王に対して個人的に話し方などを教えており、仁王から結婚を申し込まれ婚約を了承した。
斎藤 正一（さいとう しょういち）
火竜の友人。火竜からは「正ちゃん」と呼ばれ、火竜の死後、親戚にかわって鯉太郎を引き取り息子同然に育てた。山形県在住。職業は公務員で、趣味は空手。
斎藤夫人
下の名前は不明。正一の妻で真琴の母。正一と同様に鯉太郎を実の息子同然に可愛がっている。ケンカして帰ってきても相手が卑怯者なら良しとするなど大らかな性格。真琴の血気盛んな部分は彼女から来ている。
畑 文太（はたけ ぶんた）
月刊『力士』記者で、最古参の相撲記者。「教えのハブさん」の異名を持ち、時に横綱にまで技術論を説く。力士に対する評価はかなり辛口で、扇動的な記事ばかり載せる専門外のメディアを嫌悪し、鯉太郎ら空流の面々を買っている。
「最後の十五日」では仁王のイタズラで猫に扮した白水に怒りをあらわにしていた。
山崎 光（やまざき ひかり）
『日刊トップ』記者。右頬に傷痕があり、記者の間での評判はよくない。畑と同じく鯉太郎たちに注目し、早くから王虎の本性に気付くなど観察眼も鋭い。
火竜が若手だったころから親交があり、個人的に飲み歩くほどの間柄で、火竜と虎城が角界を変える偉大な力士になると信じて追い続けていた。火竜と虎城が稽古場で訣別したことで、2人の記事を書くのは2人の生き様を見届けてからだと保留、後年火竜が暴力事件で角界を追放された時に事件の真実を記事にして発表しようとしたが火竜によって止められ、鯉太郎を陰から見守っていた。
頬の傷は、火竜が居酒屋で酔客と喧嘩になりかけた時にかばってついたもの。「最後の十五日」ではデスクとなっている。
橋 信（はし しん）
「最後の十五日」から登場した『日刊トップ』記者。山崎と共に丈影戦前の鯉太郎を取材し、鯉太郎の体に合わない相撲のスタイルを貫く姿に興味を抱く。鋭い観察眼の持ち主で、天雷へのインタビューにて負けたくない力士の名を挙げる際に言葉を濁す天雷の態度からその力士が鯉太郎のことであると見抜く。
斉尚（せいしょう）
名古屋場所で空流部屋が宿舎としている清浄寺の住職。名古屋弁で喋り、鼻ピアスにサングラスという派手な格好で仲間とバイクを乗り回すという僧侶らしからぬ生活をしている。
武川（たけかわ）社長
空流後援会の会長をしている武川水産の社長。酒の席で鯉太郎と諍いを起こしたが、吽形に諭されて反省した鯉太郎の啖呵を気に入って和解する。過去には吽形とも同じようなやり取りがあったらしい。「BURST」では兄に甘やかされて育った甥の大吉を鍛えるべく空流に預けるが、大吉がマスコミに漏らした愚痴で空流がバッシングされたことによって大吉を鉄拳で殴り叱った。
アカネ
空流部屋の近所に住む小学6年生の少年。眼鏡をかけていて勉強が得意で、運動は苦手。勉強ができることを鼻にかけて周囲を見下しているため、学校で孤立していた少年。
空流部屋の稽古を覗いているうちに、小柄な体格ながら幕内力士として活躍している鯉太郎に興味を抱き、部屋に出入りするようになる。鯉太郎の言葉に反発して一時部屋に行かなくなっていたが、宝玉光を破った取組をたまたまテレビで観戦して再び部屋を訪れ、三日目の舞ノ島との対戦に招待され生で観戦、自分より体の大きい相手に懸命に立ち向かう様子を見て、他人を見下すことなく全力で勉強に励もうと自分を改めた。
サエハン
蒼希狼のマンホールチルドレン時代からの親友。出世する前から一貫して、蒼希狼が母国にしている仕送りの管理を任されていた。
しかし知識に乏しいことに目をつけたチャイニーズマフィアに利用され、蒼希狼の夢であった学校建設のための金をほとんど奪われてしまう。この失敗を知られたことから、以前からサエハンの管理能力に疑問を持っていたチョノら他のマンホールチルドレンとの抗争が勃発。最後は彼の必死の謝罪と叫びが届き、仲直りして全員でマフィアに立ち向かうが、返り討ちに遭い殺されてしまった。
チョノ
蒼希狼のマンホールチルドレン時代からの親友。情が先行するサエハンに対し、物事を冷静に判断する性格。
サエハンが中国系組織に利用されていることを見抜き、彼を咎めてマンホール時代の仲間全員を巻き込んだ抗争を繰り広げる。しかしそれは仲間を思うだけではなく、蒼希狼から転がり込むようになった大金に目がくらんでの行動でもあった。サエハンの訴えに目を覚まして和解し、マンホール出身者で団結して金を取り返しに向かうが、障害を負った自身以外の大半がマフィアとの争いで命を落とす。
五里 美和子（ごり みわこ）
鍼灸師。何人ものスポーツ選手を"いただいてきた"と自称する年齢不詳の美女。
鯉太郎を誘惑するような言動を椿に敵対視されているが、治療の腕前は鯉太郎から信頼されている。
鯉太郎の母
火竜の元妻で鯉太郎の実母。角界追放となり生活が荒んでいった火竜についていけず、鯉太郎を置いて行く形で離婚。後に老舗和菓子店に嫁いで一児をもうけたが、鯉太郎のことは常に気に掛けており、火竜の死後は家族の反対を押して鯉太郎を引き取ろうとしていた。
「最後の十五日」九月場所十三日目の朝に空流部屋を訪れ、真琴に鯉太郎との再会を拒絶された後、椿に誘われて共に国技館へ観戦に赴いた。鯉太郎が力士として細身なのは母からの遺伝と床上手に言われている。

## 書誌情報
- 佐藤タカヒロ『バチバチ』秋田書店〈少年チャンピオン・コミックス〉、全16巻
  1. 2009年9月8日発売 ISBN 978-4-253-21057-7
  2. 2009年11月6日発売 ISBN 978-4-253-21058-4
  3. 2010年1月8日発売 ISBN 978-4-253-21059-1
  4. 2010年4月8日発売 ISBN 978-4-253-21060-7
  5. 2010年6月8日発売 ISBN 978-4-253-21067-6
  6. 2010年8月6日発売 ISBN 978-4-253-21068-3
  7. 2010年10月8日発売 ISBN 978-4-253-21069-0
  8. 2010年12月8日発売 ISBN 978-4-253-21070-6
  9. 2011年3月8日発売 ISBN 978-4-253-21084-3
  10. 2011年5月6日発売 ISBN 978-4-253-21085-0
  11. 2011年7月8日発売 ISBN 978-4-253-21086-7
  12. 2011年9月8日発売 ISBN 978-4-253-21087-4
  13. 2011年12月8日発売 ISBN 978-4-253-21088-1
  14. 2012年2月8日発売 ISBN 978-4-253-21089-8
  15. 2012年5月8日発売 ISBN 978-4-253-21090-4
  16. 2012年6月8日発売 ISBN 978-4-253-21092-8
- 佐藤タカヒロ『バチバチ BURST』秋田書店〈少年チャンピオン・コミックス〉、全12巻
  1. 2012年9月7日発売 ISBN 978-4-253-21806-1
  2. 2012年11月8日発売 ISBN 978-4-253-21807-8
  3. 2013年2月8日発売 ISBN 978-4-253-21808-5
  4. 2013年4月8日発売 ISBN 978-4-253-21809-2
  5. 2013年6月7日発売 ISBN 978-4-253-21810-8
  6. 2013年9月6日発売 ISBN 978-4-253-21811-5
  7. 2013年11月8日発売 ISBN 978-4-253-21812-2
  8. 2014年2月7日発売 ISBN 978-4-253-21813-9
  9. 2014年4月8日発売 ISBN 978-4-253-21814-6
  10. 2014年6月6日発売 ISBN 978-4-253-21815-3
  11. 2014年8月8日発売 ISBN 978-4-253-21816-0
  12. 2014年10月8日発売 ISBN 978-4-253-21817-7
- 佐藤タカヒロ『鮫島、最後の十五日』秋田書店〈少年チャンピオン・コミックス〉、全20巻
  1. 2015年3月6日発売 ISBN 978-4-253-22481-9
  2. 2015年5月8日発売 ISBN 978-4-253-22482-6
  3. 2015年7月8日発売 ISBN 978-4-253-22483-3
  4. 2015年10月8日発売 ISBN 978-4-253-22484-0
  5. 2015年12月8日発売 ISBN 978-4-253-22485-7
  6. 2016年3月8日発売 ISBN 978-4-253-22486-4
  7. 2016年5月6日発売 ISBN 978-4-253-22487-1
  8. 2016年7月8日発売 ISBN 978-4-253-22488-8
  9. 2016年10月7日発売 ISBN 978-4-253-22489-5
  10. 2016年12月8日発売 ISBN 978-4-253-22490-1
  11. 2017年2月8日発売 ISBN 978-4-253-22791-9
  12. 2017年5月8日発売 ISBN 978-4-253-22792-6
  13. 2017年7月7日発売 ISBN 978-4-253-22793-3
  14. 2017年9月7日発売 ISBN 978-4-253-22794-0
  15. 2017年11月8日発売 ISBN 978-4-253-22795-7
  16. 2018年1月5日発売 ISBN 978-4-253-22796-4
  17. 2018年4月6日発売 ISBN 978-4-253-22797-1
  18. 2018年6月8日発売 ISBN 978-4-253-22798-8
  19. 2018年9月7日発売 ISBN 978-4-253-22799-5
  20. 2018年10月5日発売 ISBN 978-4-253-22800-8